# Geschichte von Paris

Stadtwappen

Die Geschichte der Stadt Paris reicht über 2000 Jahre zurück. Während dieser Zeit entwickelte sich der Ort von der keltischen Siedlung Lutetia des Stammes der Parisii zur heutigen Millionenstadt und Hauptstadt Frankreichs.

## Vorgeschichte
Vor 30 bis 40 Millionen Jahren war das Pariser Becken ein flaches warmes Meer, aus dem einzelne Inseln herausragten: der Mont Valérien, Chaillot, Belleville, Montmartre, Bagneux und der Meudon. Dieses Meer war vor allem von Nummuliten aus der Gruppe der Foraminiferen besiedelt, deren Versteinerungen später das Baumaterial der Stadt lieferten. Hinzu kam die Lagunenfauna von Buttes-Montmartre, von Buttes-Chaumont und Ménilmontant, die den Gips erzeugte, den zweiten wesentlichen Baustoff.
Später, als das große Kalkplateau im heutigen Nordosten Frankreichs erodierte, bildete sich die Seine mit ihrem Einzugsgebiet von rund 200 Kilometern Durchmesser. An ihrem tiefsten Punkt, 28 Meter über dem Meeresspiegel, bildete sich ein Archipel, an dem sich Menschen ansiedelten. Reste dieser Besiedlung sind nicht mehr erhalten, zumal das heutige Siedlungsniveau rund sechs Meter über dem ursprünglichen liegt. Lediglich an der Westspitze der Île de la Cité, die damals aus mehreren kleinen Inseln bestand, die erst später miteinander verbunden wurden, ist das Niveau noch das alte.

## Legende
Die Grandes Chroniques de France führen die Gründung der Stadt auf den Trojaner Paris zurück, so wie Romulus Rom gegründet haben soll, dessen Urenkel Brutus Britannien und Francus Frankreich. Auf einem Wandteppich aus dem 16. Jahrhundert, der Zeit des Königs Franz I., der sich in der Kathedrale von Beauvais befindet, wird Paris in zeitgenössischer Kleidung als Gründer der Stadt gefeiert. Während der Revolution trug der Bürger Jullian im Café Procope die Phrygische Mütze unter Hinweis auf den mythologischen Gründer der Stadt.
Nach einer anderen Legende wurde Paris von Herakles auf seinem Weg zu den Gärten der Hesperiden gegründet: er sammelte die Parrhasier aus den arkadischen Bergen um sich, siedelte sie am Fuß des Montmartre an und nannte sie Pariser. Bei seinem Einzug in die Stadt 1549 wurde König Heinrich II. von einem „gallischen Herkules“ (Ogmios) begrüßt; der König gab sechs Jahre später seinem jüngsten Sohn den Namen François-Hercule. Ludwig XIV. ist auf der Porte Saint-Martin als Herkules mit einer Keule in der Faust dargestellt.

## Antike

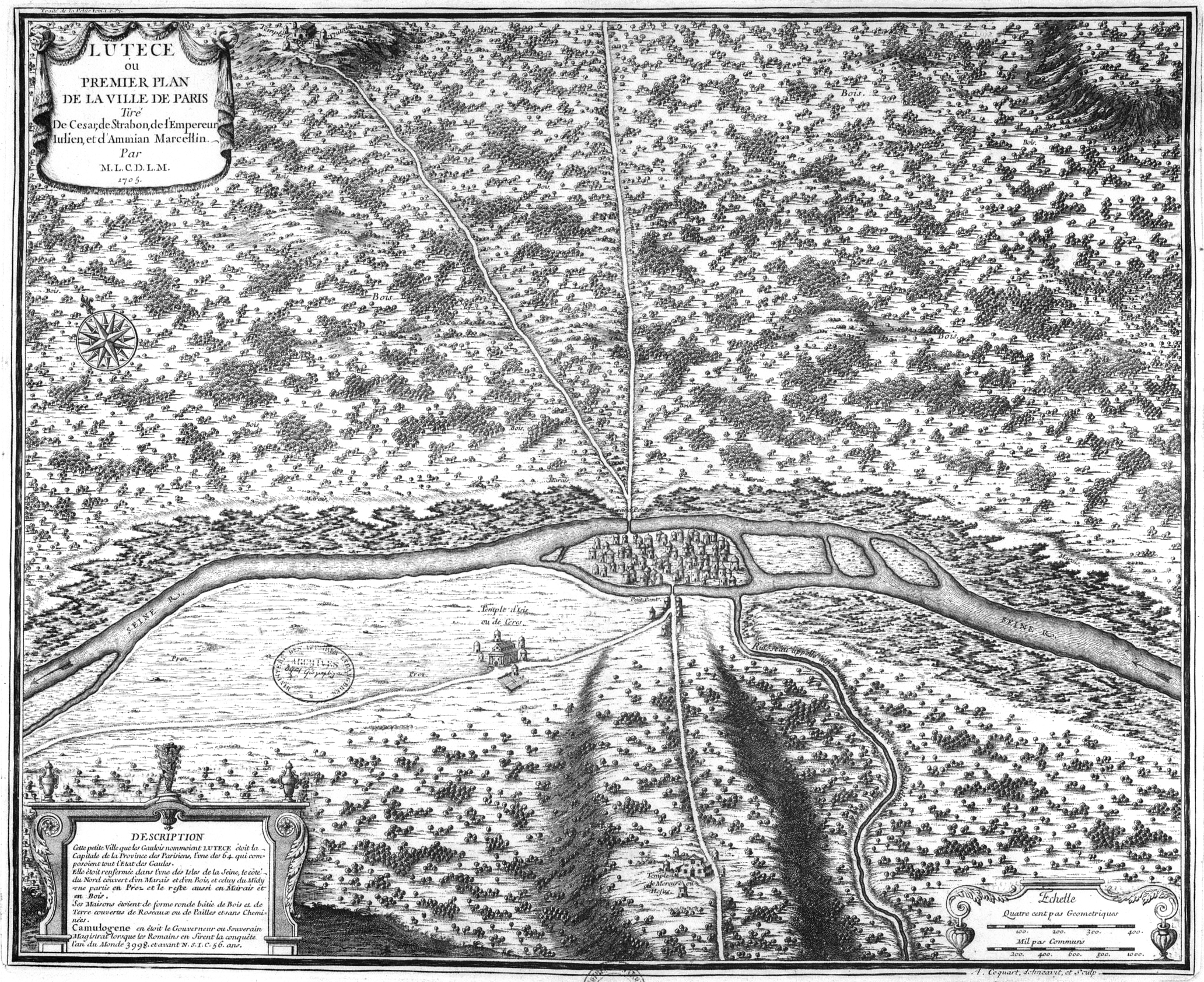
Lutetia, erster Plan (gezeichnet 1705)

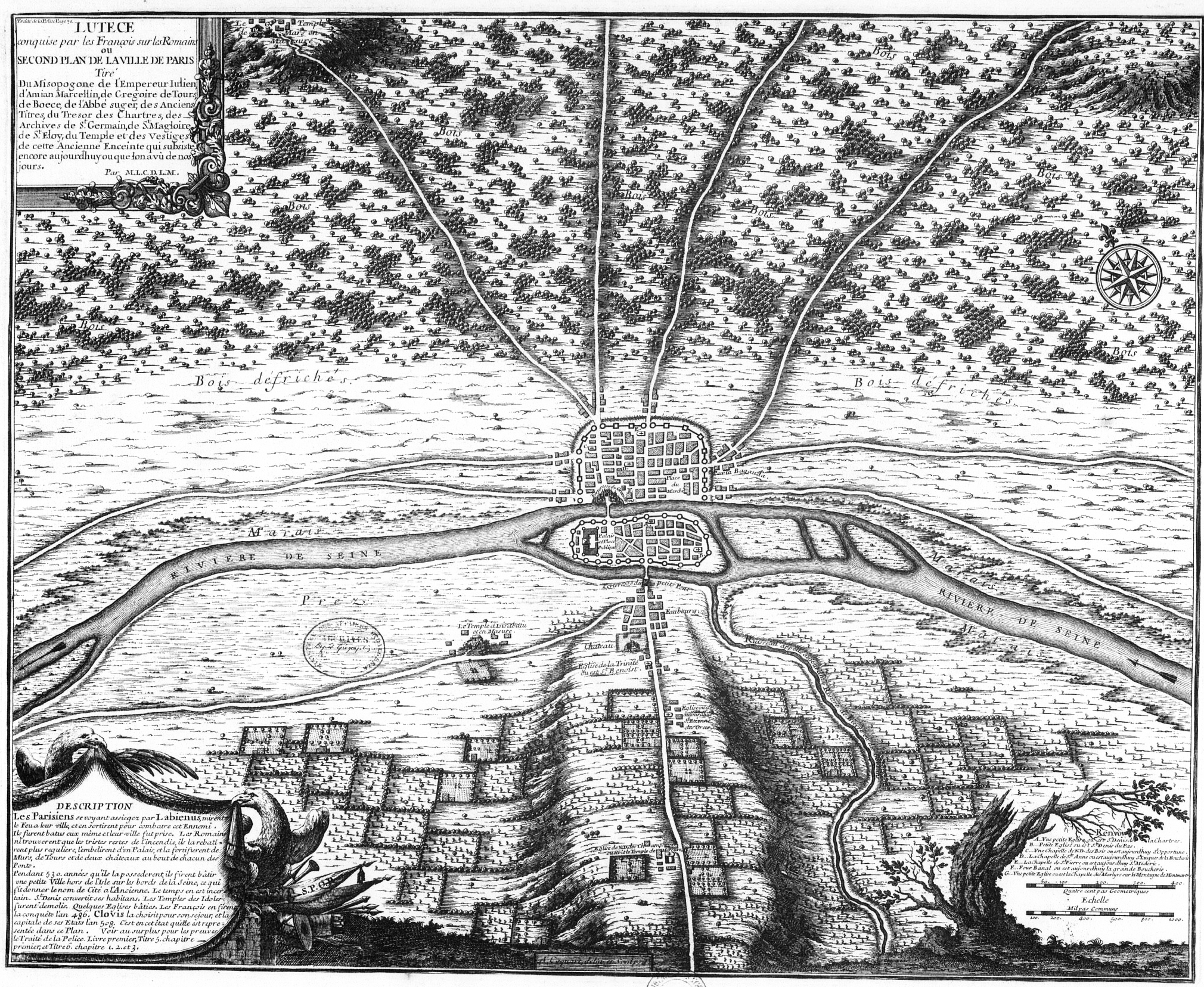
Lutetia, zweiter Plan mit Stadtmauer (gezeichnet 1705)

Die Stadt entwickelte sich seit Mitte des 3. Jahrhunderts v. Chr. aus der keltischen Siedlung Lutetia des Stammes der Parisii auf der Seine-Insel, die heute Île de la Cité heißt, als Kreuzung (croisée) zwischen einer Nord-Süd-Straße und dem Fluss in West-Ost-Richtung.
Die Ebene an der Seine rund um die Insel hingegen war morastig: der Sumpf zog sich als breiter Streifen im Süden den Fluss entlang und reichte bis an die späteren Thermen von Cluny. Auch das Mündungsgebiet der Bièvre im Südosten (eine Mündung lag der Île de la Cité gegenüber, eine weitere ein Stück flussaufwärts, an der späteren Île Saint-Louis, die erst im 17. Jahrhundert trockengelegt wurde) war Sumpfgelände, vor allem aber der gesamte Bereich nördlich des Flusses, der auf Flusshöhe lag. Bis hin zum Montmartre gab es lediglich einige wenige feste Plätze.
Erstmalige schriftliche Erwähnung fand der Ort als Lutetia im sechsten Buch Caesars über den gallischen Krieg (De bello Gallico) zum Jahr 53 v. Chr. Über die Bedeutung des Namens wurde viel spekuliert, eine ernsthafte, quellengestützte Erklärung liegt jedoch nicht vor.
Bereits die ersten Einwohner hatten Insel und Ufer durch die Brückenbauten Grand Pont im Norden und Petit Pont im Süden verbunden. Als die römischen Truppen unter Titus Labienus sich im Jahr 52 v. Chr., nach einem ersten gescheiterten Anmarsch, erneut näherten, zündeten die Parisii unter dem Oberbefehl des hochbetagten, wegen seiner ausgezeichneten Kenntnis der Kriegsführung berufenen Galliers Camulogenus Lutetia an, zerstörten die Brücken und nahmen am Seineeufer – der Stadt und Labienus’ Lager gegenüber – Stellung. Wenig später unterlagen sie den Angreifern.
Die Römer überließen den Parisii den Großteil der Insel und bauten auf dem linken Seineufer der Seine, in dominanter Lage an den Hängen des – später nach der Heiligen Genoveva von Paris benannten – Hügels, eine neue Stadt auf. Sie legten auch den befestigten Cardo und die Römerstraße von Soissons nach Orléans an (heute die Rue Saint-Martin im Norden und die Rue Saint-Jacques im Süden). Der Cardo trennte die Insel bald in einen administrativen Teil im Westen und einen religiösen im Osten – eine Struktur, die sich bis heute erhalten hat.
Am Südufer (der Rive Gauche) verlief eine Parallelstraße, die via inferior (später verballhornt zu rue d’enfer), heute der Boulevard Saint-Michel; im Norden zweigte nach Osten eine Straße Richtung Melun ab, die heutige Rue Saint-Antoine. Einen Decumanus, eine West-Ost-Achse, hingegen gab es offenbar nicht – diese Rolle kam dem Fluss zu.
Die Stadt, die im römischen Reich auch als Civitas Parisiorum oder Parisia bekannt wurde, blieb im besetzten Gallien zunächst recht unbedeutend. Dennoch sind – abgesehen von dem regelmäßigen Straßennetz des Quartier Latin – eine Reihe mehr oder weniger bedeutender Überreste aus der Römerzeit erhalten geblieben, von denen einzig die sogenannte Arena von Lutetia und die Thermen am Boulevard Saint Michel zugänglich sind:
- im oberen Bereich der neuen Römischen Siedlung, zwischen dem Boulevard Saint-Michel und der Rue Saint-Jacques stand das Forum, dessen Fundamente kürzlich bei dem Bau einer Tiefgarage unter dem Boulevard Saint-Michel wenigstens teilweise aufgefunden wurden, des Weiteren fanden sich hier zahlreiche Reste von Töpfereien und jenseits des Boulevards, unter dem Luxembourggarten, Fundamente römischer Wohnhäuser;
- in unmittelbarer Nähe des römischen Cardos befanden sich zwei Thermen:

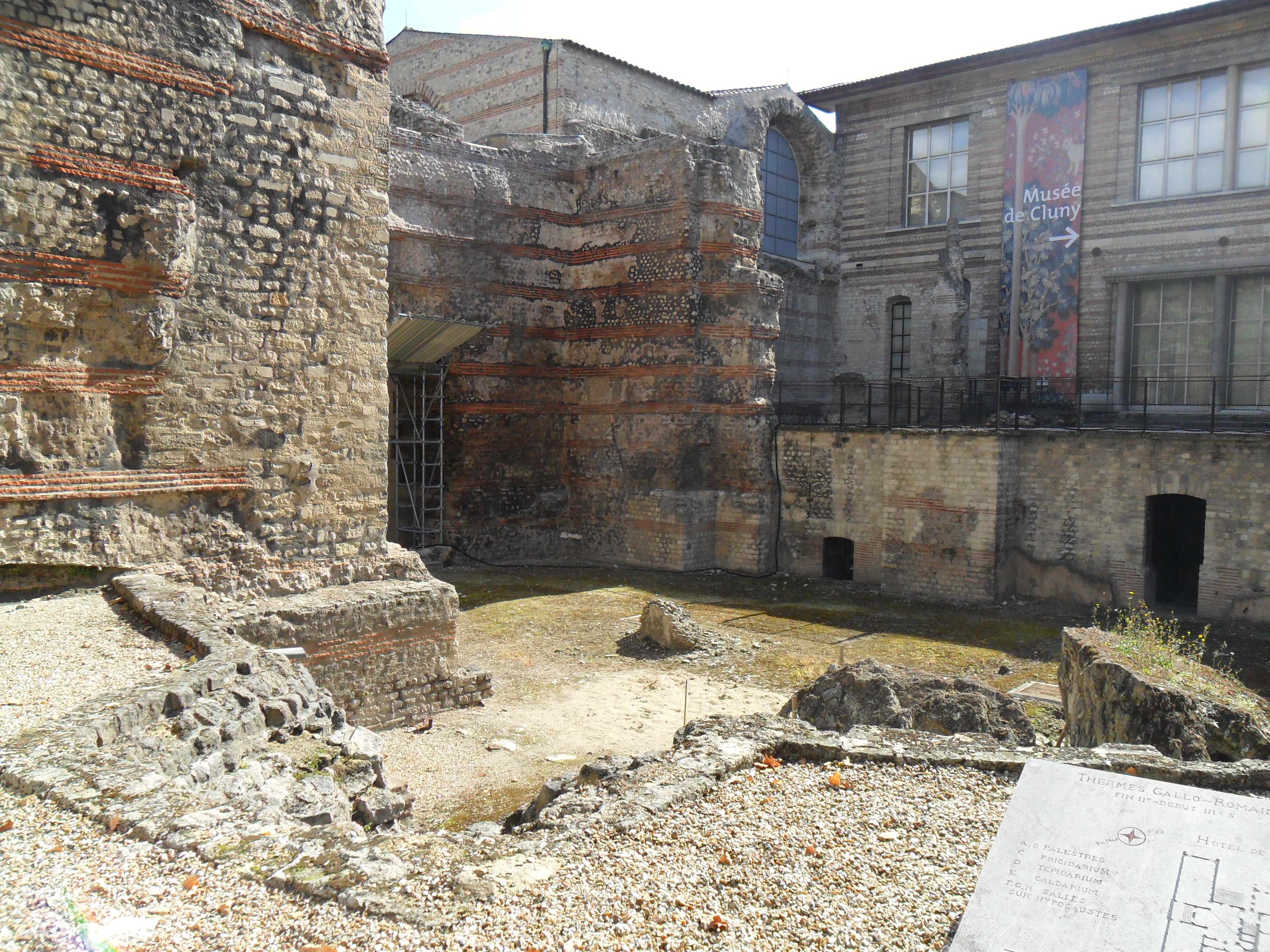
Die Thermes de Cluny der gallorömischen Kultur aus dem 3. Jahrhundert

- - die Großen Thermen (auch Thermes de Cluny, heute Ecke Boulevard Saint-Michel und Boulevard Saint-Germain), etwa 200 Meter lang und damit eines der größten römischen Bauwerke aus dem 3. Jahrhundert, dessen Frigidarium mit Deckengewölbe (!) und Badebecken intakt ist;
  - die Kleinen Thermen, 44 Meter lang, etwas weiter hügelaufwärts, beim Collège de France, die bislang nicht völlig freigelegt werden konnten;
  - Reste des römischen Aquaduktes, der Quellwasser von Rungis bis in die Großen Thermen leitete, sind außerhalb von Paris in Arcueil zu sehen;
- die segmentförmigen Mauern eines römischen Theaters oder Odeons mit Ausmaßen von 72 m × 47 Meter und ein Vomitorium konnten im Jahr 1899 weiter westlich der beiden Thermen unter dem Lycée Louis-le-Grand (Ecke rue Racine und Boulevard Saint-Michel) identifiziert werden;
- östlich des Forums stehen noch heute an dem gen Sonnenaufgang gekehrten Hang des Hügels – an dessen Fuß einst die Bièvre floss – die sehr stark restaurierten Überreste der sogenannten Arena von Lutetia oder, präziser, des mit einer Bühne versehenen Amphitheaters, eine im Römischen Reich seltene, in Gallien häufig vorkommende Kombination zwischen Arena und Theater mit Doppelfunktion;
- Reste der römischen Stadtmauer, die zum Schutz vor dem Einfall germanischer Stämme um 280 auf der Île de la Cité errichtet wurde, sowie ein römisches Hypokaustum (Fußbodenheizung) sind in der Krypte Archéologique unter dem Domvorplatz der Kathedrale Notre-Dame de Paris zu sehen;
- ebenfalls auf der Ostseite der Insel stand ein Tempel,
- auf dem rechten Seineufer, auf dem weit außerhalb der Stadt gelegenen Montmartrehügel (der zu der Zeit noch Mons Mercurius hieß), gab es einen, vielleicht auch zwei weitere Tempel. Von dem Mercurius geweihten Tempel, der später durch das Kloster Saint-Pierre de Montmartre überbaut wurde, sind vier römische Säulen bei der Errichtung der ehemaligen Klosterkirche verwendet worden.

Entsprechend der Bedeutung des Flusses waren bereits zur Zeitenwende die gallischen Flussschiffer, die Nautes, deren Symbol auch heute noch das Wappen der Stadt ziert, eine mächtige Gruppe. Sie waren organisiert, eine eigene Polizeitruppe sorgte für Sicherheit auf der Seine. Im Musée national du Moyen Âge (früher Musée de Cluny) befindet sich der Pilier de Nautes, auf dem das erste Bildnis Pariser Einwohner zu sehen ist.

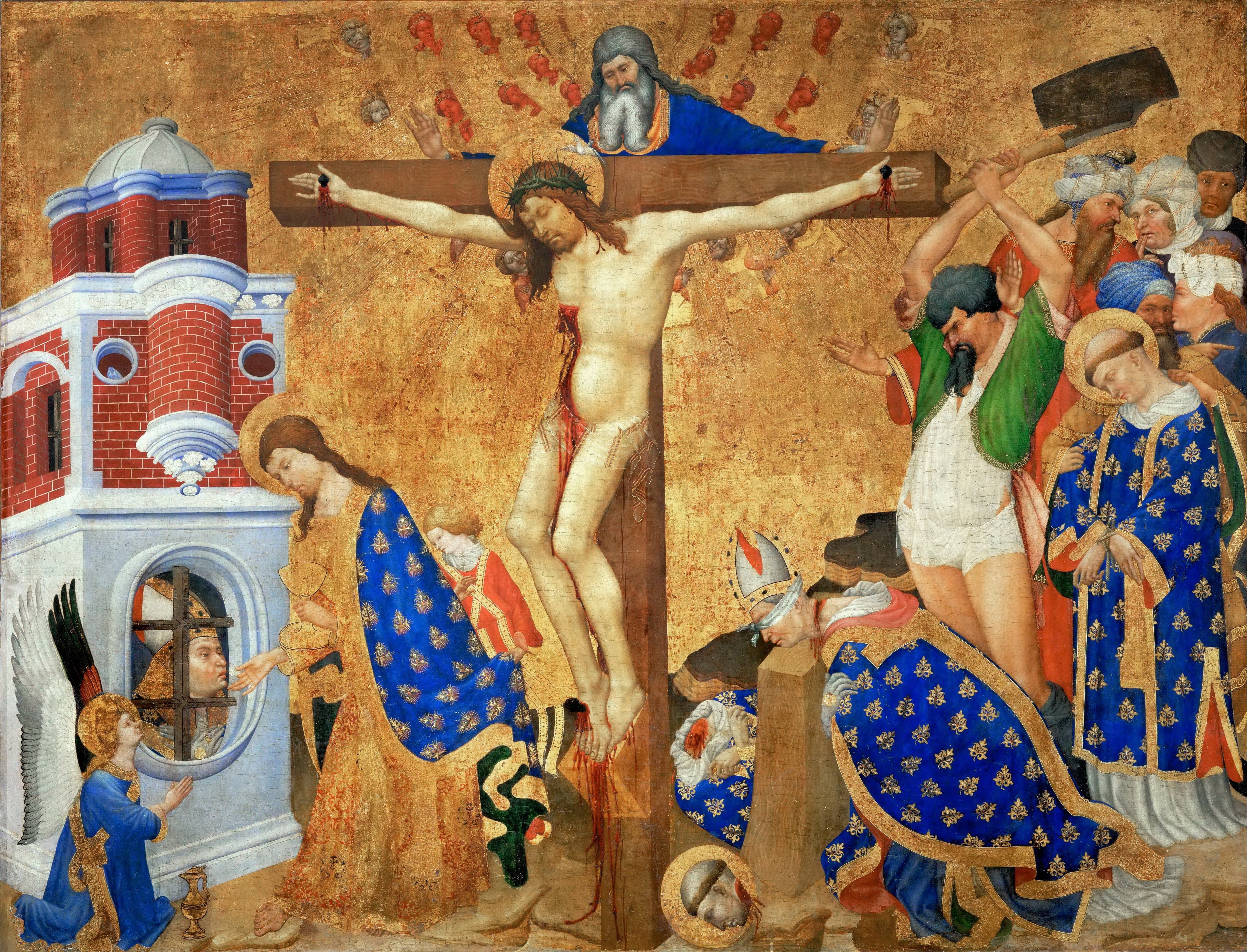
Henri Bellechose: Altarretabel in der Kathedrale von Saint-Denis, Letzte Kommunion und Martyrium des Hl. Dionysius, 1416

1711 wurden unter dem Kopfende von Notre-Dame Reste eines gallorömischen Votivpfeilers aus dem Jahr 37 gefunden, mit dem die Flussschiffer Jupiter um gute Geschäfte baten, tatsächlich aber Cernunnos und Tarvos Trigaranus anbeteten, den Stier mit den drei Kranichen (so das Bild): letzterer wurde als Bœuf gras noch Anfang des 20. Jahrhunderts in Umzügen gefeiert.
Der angesehenste Gott war jedoch Mercurius, der Gott der Straßen und des Handels – dessen Tempel somit auch der höchste Punkt der Umgebung, der Montmartre, vorbehalten war. Im 3. Jahrhundert, als Dionysius von Paris (Saint-Denis) und dessen Gefolgsleute das Christentum in die Stadt brachten, gingen sie auch hier gegen die heidnischen Götter vor, vor allem gegen deren bedeutendstes Symbol, den Mercuriustempel. Dionysius wurde um 250 n. Chr., auf Anordnung des römischen Gouverneurs Sisinnius, als erster Bischof von Paris zusammen mit dem Priester Rusticus und dem Diakon Eleutherius auf dem Montmartre (lateinisch mons martyrium, deutsch Märtyrerberg) enthauptet. Nach der Enthauptung soll Dionysius mit dem Kopf in seinen Händen sechs Kilometer nördlich gelaufen sein, bis er die Stelle erreichte, wo er begraben werden wollte. An diesem Platz baute der fränkische König Dagobert I. im 7. Jahrhundert die nach dem Heiligen benannte Abtei mit der Basilika Saint-Denis, welche den französischen Königen als Grablege diente.
Im Jahre 280 wurde Lutetia von germanischen Invasoren heimgesucht und durch Feuer zerstört. Auf einer Straßenmarkierung aus dem Jahr 308 erscheint zum ersten Mal der Name Paris, Hauptort der Parisii, der den Namen Lutetia verdrängen wird. Im 4. Jahrhundert war die Stadt von so großer militärischer Bedeutung für den Norden Galliens, dass sie Winterquartier mehrerer Soldatenkaiser wurde, die von dort versuchten, die römischen Grenzen zu verteidigen und die Vorstöße der Germanen einzudämmen. Seit 358 war Paris Residenz des Caesars (Unterkaisers) Julian, der hier im März 360 gegen Constantius II. zum Augustus ausgerufen wurde. Zu Beginn seiner Regierungszeit residierte auch Valentinian I. (364–375) in der Stadt.
Zwischen Bièvre und Seine, etwas abseits der römischen Siedlung und der Île de la Cité, entstand in der Zeit nach Dionysius eine erste christliche Gemeinde in den dort vorhandenen alten Steinbrüchen. Die herausragende Persönlichkeit dieser Zeit war Bischof Marcellus von Paris, der der Legende nach einen Drachen, der in den Sümpfen lebte, mit Schlägen seines Bischofsstabes besiegte: noch Jahrhunderte später wurde zur Erinnerung an ihn am Jour des Rogations ein Monster durch die Straßen geführt. Sein Verdienst ist es jedoch vor allem, dass der Vorort Saint-Marcel im Süden Bedeutung erlangte. Dessen Bewohner entfernten die Säulen von den römischen Bauwerken, höhlten sie aus und benutzten sie als Sarkophage – Kopf nach Westen, Füße nach Osten; hier in Saint-Marcel starb im 5. Jahrhundert dulcissima Barbara, 23 Jahre alt, die erste Pariserin, deren Namen bekannt ist (das zugehörige Epitaph wurde 1656 gefunden). Marcellus ist als Täufer auf der Porte Rouge der Kathedrale dargestellt.

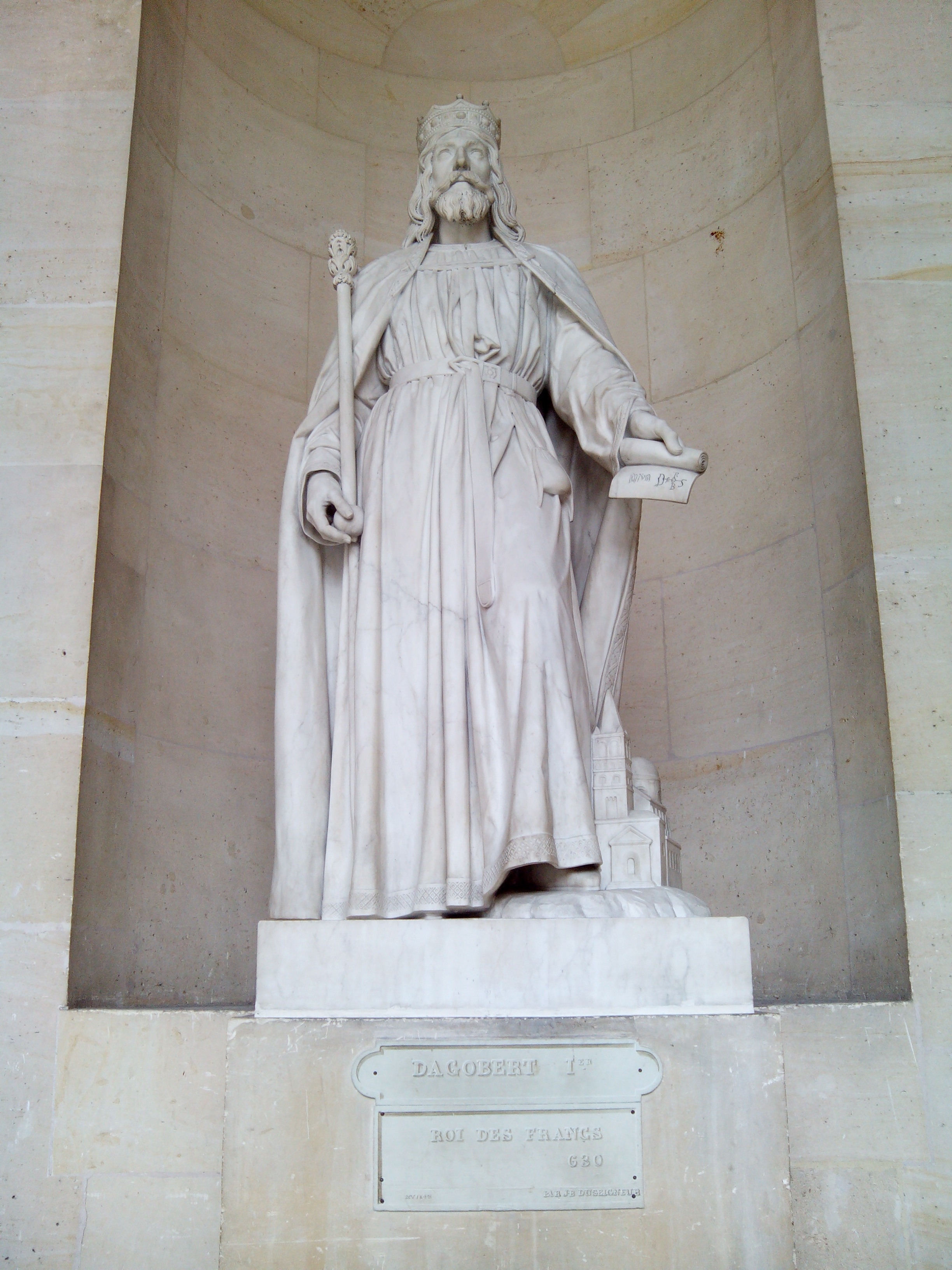
Statue von Dagobert I. im Schloss Versailles

Als 486 die Truppen der Merowinger unter König Chlodwig I. (466–511) die römischen Legionen unter Heerführer Syagrius bei Soissons, 100 Kilometer nördlich von Paris, besiegten, beendeten sie damit die römische Herrschaft im nördlichen Gallien und auch der Stadt Paris.

## Frühmittelalter
Im Frühmittelalter gewann Paris zunehmend an Bedeutung. Im Jahre 508 war Paris eine Hauptresidenz des Fränkischen Reiches geworden. Chlodwig I. ließ die Basilika Apostel Petrus und Paulus errichten, die im 9. Jahrhundert den Namen „Abtei Sainte-Geneviève“ erhielt, benannt nach der Schutzpatronin der Stadt, Genoveva von Paris (422–502). Der Legende nach soll sie durch die Kraft ihrer Gebete den Angriff der Armee des Hunnenkönigs Attila auf Paris abgewendet haben. Die Hunnen wurden schließlich 451 von den römischen Truppen unter dem Feldherrn Flavius Aëtius mit Hilfe des Salfranken Merowech, den Burgunden und Westgoten in der Schlacht auf den Katalaunischen Feldern, zwischen Châlons-en-Champagne und Troyes, 160 Kilometer östlich von Paris geschlagen.
Nach Chlodwigs Ableben 511 wurde die Stadt unter seinem Sohn Childebert I. (497–558) zu einem fränkischen Teilkönigreich Paris. Nach dem Tod von Charibert I. (517–567) teilten seine Brüder sein Reich unter sich auf. Im Jahre 586 zerstörte der „Große Brand“ fast alle Gebäude der Stadt. Der strenge Winter 763/764 – die Seine gefror bis auf den Grund – war die Ursache für eine Hungersnot in Paris. 794 machte Karl der Große (748–814) Aachen zur Residenzstadt des Fränkischen Reiches und Paris verlor an Bedeutung. Während der Karolingerherrschaft überfielen die Wikinger im 9. Jahrhundert (845, 858, 861 und 869) wiederholt die Stadt. Sie wurde dabei vollständig niedergebrannt.

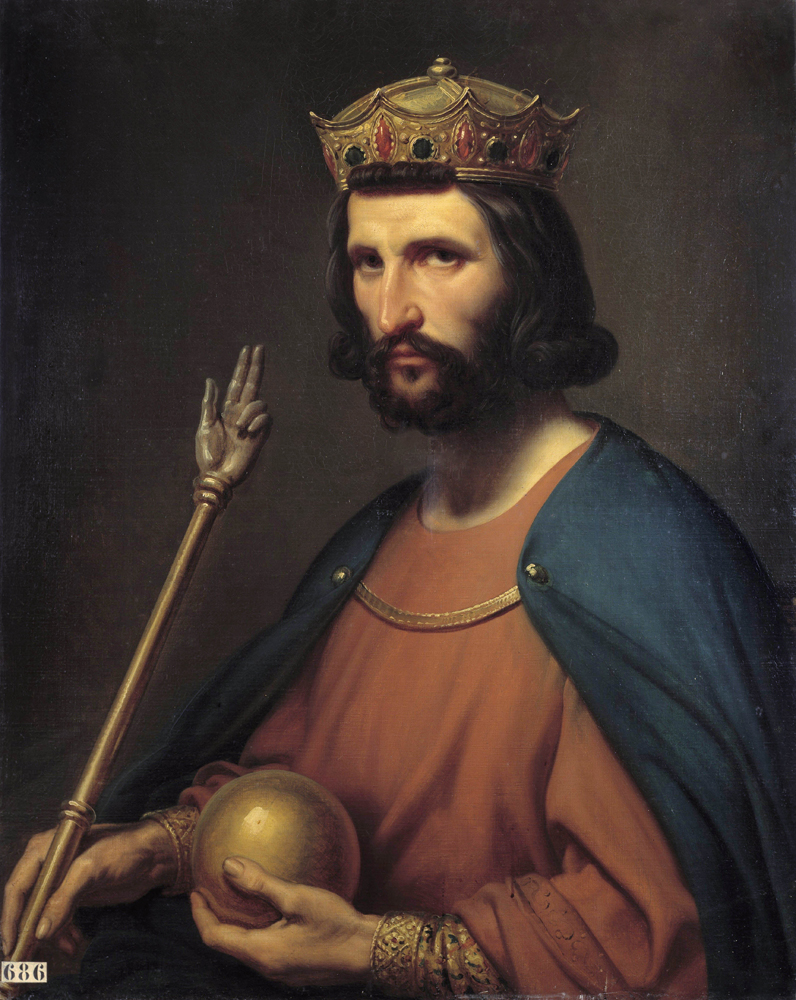
Hugo Capet (940–960 n. Chr.) (Fantasiedarstellung als Ölgemälde 1837)

Von 885 bis 886 kam es zur fünften und letzten Belagerung. Graf Odo von Paris verteidigte die Stadt erfolgreich und hielt der Belagerung 13 Monate stand. Die ungeschützten Teile von Paris außerhalb der Île de la Cité wurden dabei zerstört. Nach dem Sieg über die Wikinger entthronte Odo von Paris den Karolinger Karl den Dicken 888 und regierte als König bis 898. Nach dem Tod von Ludwig V., dem letzten Karolinger, wurde Hugo Capet, der Graf von Paris und Herzog von Franzien, 987 zum König gewählt. Capet machte Paris zur Hauptstadt Frankreichs und gründete das Geschlecht der Kapetinger, dessen Herrschaft in direkter Linie bis 1328 andauerte.

## Hochmittelalter

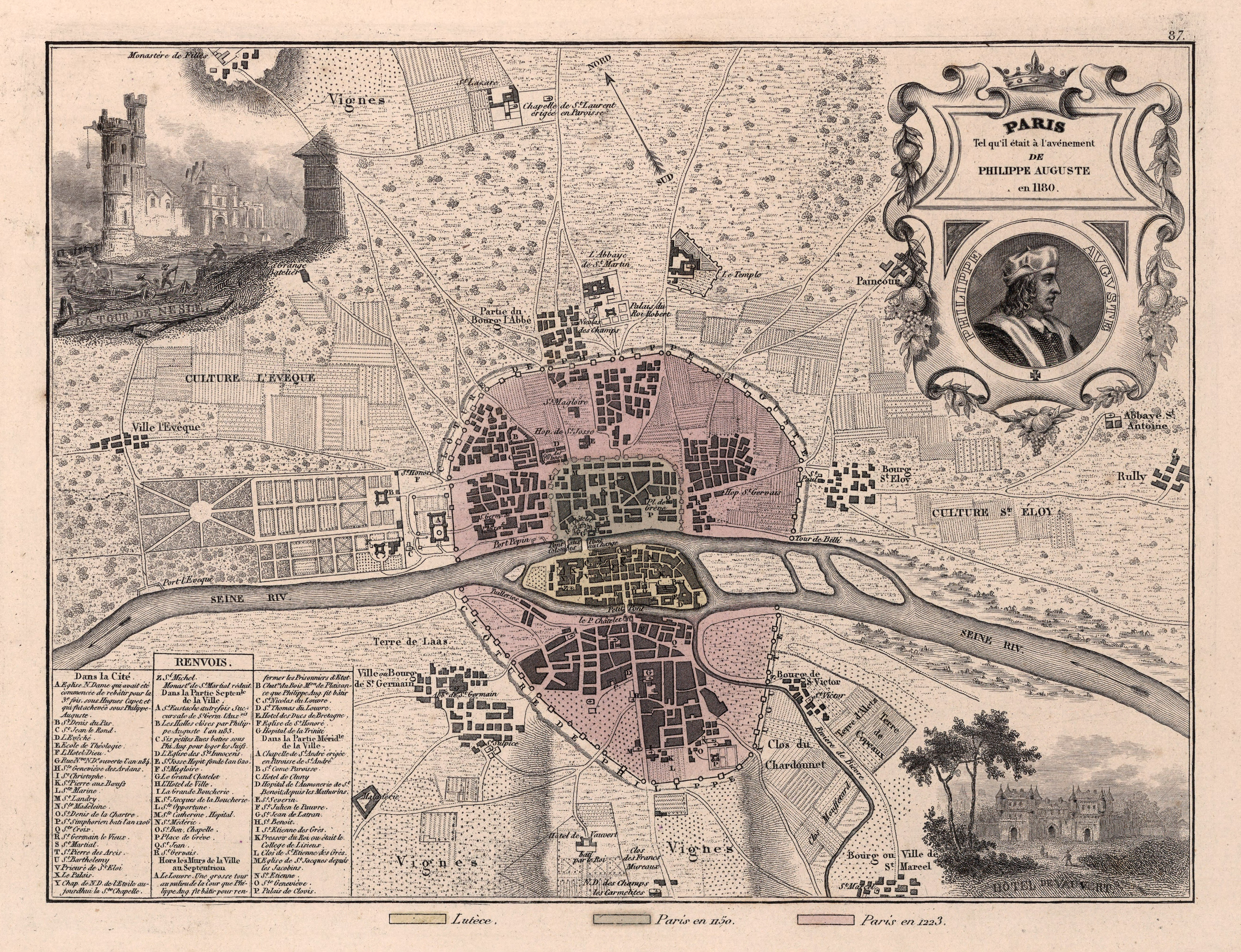
Paris 1180 (Rekonstruktion von 1869)

Zwischen 1021 und 1040 litt die Bevölkerung erneut unter einer Hungersnot. Der Historiker Rodulfus Glaber berichtete über mehrere Fälle von Kannibalismus. 1037 vernichtete eine Feuersbrunst Teile der Stadt und 1105 forderte eine Grippeepidemie zahlreiche Tote. 1129/1130 starben zahlreiche Bewohner am Antoniusfeuer, einer epidemienartigen Vergiftung, die durch den Konsum von mit Mutterkorn befallenem Roggen verursacht wurde.
1163 begann der Bau der Kathedrale Notre-Dame de Paris. König Philipp II. Augustus (1165–1223) ließ die Stadt befestigen. 1181 ist die erste überdachte Markthalle eröffnet worden. Zwischen 1190 und 1197 führten langanhaltende Regenfälle zu zahlreichen Überschwemmungen und Hungersnöten. Das Hochwasser vom März 1197 zerstörte die Brücken der Stadt. Die strengen Winter in den 1220er Jahren lösten Hungersnöte und Epidemien aus. Trotz der vielen Katastrophen blühte Paris unter der Herrschaft der Kapetinger auf.
1190 wurden eine Mauer am rechten Ufer der Seine und im Jahre 1210 ein Wall am linken Ufer errichtet. Zu jener Zeit gab es am rechten Seineufer zahlreiche Händler. Auf Veranlassung Philipps II. entstand am westlichen Stadtrand der Louvre. Am 26. April 1248 wurde unter König Ludwig dem Heiligen auf der Île de la Cité die Sainte-Chapelle eingeweiht. Das mittelalterliche Paris war gespalten zwischen einem von der Wirtschaft, der Politik und der Religion dominierten rechten Flussufer der Seine, und einem linken Flussufer, das zu einer Hochburg intellektueller Dissidenten wurde. Der bekannteste von ihnen, Robert von Sorbon, gründete dort 1257 ein Gymnasium (Collège de Sorbonne), den Vorgänger der berühmten Universität Sorbonne.

## Spätmittelalter

Wissenschaftliche Rekonstruktion von Paris im Jahr 1380

Nach dem Fall des Königreichs Jerusalem 1291 ließen sich die Tempelritter in Paris nieder. Anfänglich an der Seine gelegen, wurde das Ordensgebiet Anfang des 14. Jahrhunderts etwas weiter nördlich außerhalb der damaligen Stadtmauern neu errichtet. 1305 wurden die Mitglieder des Ordens schließlich der Häresie (so wurde verbreitet, dass in der Aufnahmezeremonie in den Orden dreimal auf das Kreuz zu spucken sei, und auch, dass die Auferstehung Jesu Christi geleugnet würde) und der Sodomie (im Sinne homosexueller Handlungen) angeklagt. Am Freitag, dem 13. Oktober 1307 wurden alle Komturen der Tempelritter (und eine große Zahl dienender Brüder) verhaftet und die Ordenszentrale, der Temple in Paris, geschlossen. Am 22. März 1312 löste Papst Clemens V. auf dem Konzil von Vienne (Frankreich) unter dem Druck von König Philipp dem Schönen den Orden auf. Am 19. März 1314 wurde der letzte Großmeister des Templerordens, Jacques de Molay, zusammen mit dem Komtur der Normandie, Geoffroy de Charnay, in Paris auf dem Scheiterhaufen verbrannt.

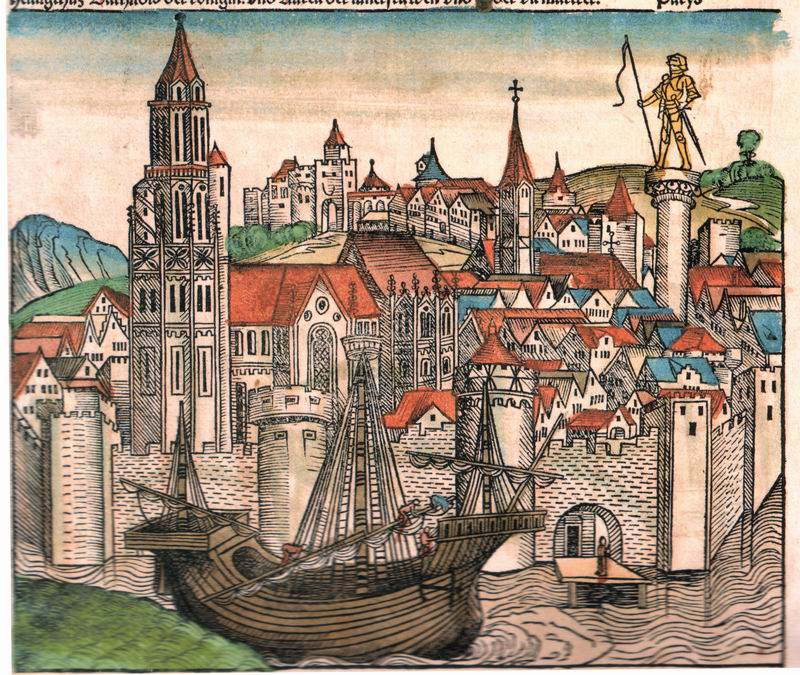
Holzschnitt von Paris 1493

Nach dem strengen Winter 1325/1326 schwemmte das Hochwasser sämtliche Brücken der Île de la Cité weg, die Insel musste für fünf Wochen mit Booten versorgt werden. Zwischen 1348 und 1350 starben während einer großen Pestepidemie etwa ein Viertel der Bewohner. Die Folge war eine Stagnation der Stadtentwicklung bis etwa 1450. Im Jahre 1358 kam es zum Aufstand der Stände unter Führung von Étienne Marcel, dem Vorsteher der Kaufmannsgilde. Die Stände verlangten vom Thronfolger (Dauphin) die Kontrolle der königlichen Verwaltung. Der Aufstand wurde vom Adel niedergeschlagen. König Karl V. (1338–1380) ließ am linken Seineufer die Mauer zum Schutz der Stadt vor den Engländern erneuern. 1370 ist auf seine Veranlassung am rechten Ufer, wo heute die grands boulevards verlaufen, ebenfalls eine Mauer errichtet worden, dabei erfolgte auch die Grundsteinlegung zur Bastille.
Anfang des 15. Jahrhunderts litten die Bewohner unter mehreren strengen Wintern. Während des Hundertjährigen Krieges fielen am 29. Mai 1418 die mit England verbündeten Burgunder in Paris ein und übernahmen die Herrschaft über die Stadt. 1431 ließ sich Heinrich VI. von England in Notre-Dame de Paris zum König von Frankreich krönen. Nachdem 1435 der Herzog von Burgund das Bündnis mit England aufgegeben hatte, waren die französischen Truppen auf dem Vormarsch. Der seit 1436 mündige, aber leicht beeinflussbare Heinrich VI. von England vermochte dem nichts entgegenzustellen. Am 15. April 1436 erfolgte die Rückeroberung von Paris, trotz des französischen Adelsaufstandes der Praguerie unter einem der wichtigsten französischen Feldherrn und Diplomaten: Johann von Dunois.

## Reformation und Glaubensspaltung

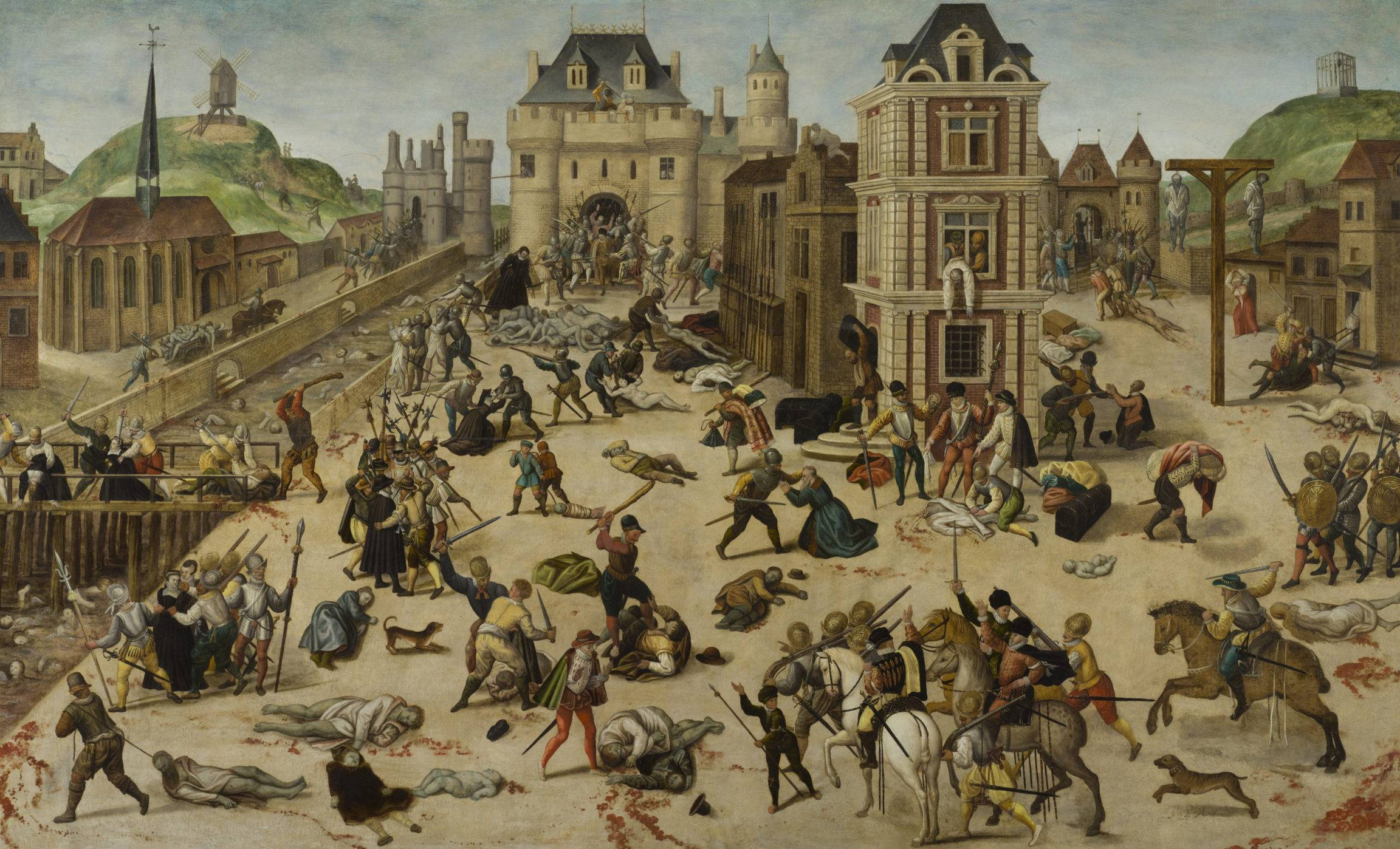
Die Bartholomäusnacht von 1572

Zu Beginn des 16. Jahrhunderts starben zahlreiche Bewohner an Seuchen und Pestepidemien, die alle paar Jahre auftraten. Unter der Herrschaft von Franz I. (1494–1547) kam es zu einer bedeutenden Entwicklung von Kunst und Kultur. Über Agenten ließ der König viele Werke italienischer Künstler wie Michelangelo, Tizian und Raffael aufkaufen und legte so den eigentlichen Grundstock der königlichen Gemäldesammlung, die heute im Louvre ausgestellt ist. Sein wichtigstes Bauvorhaben war die Erweiterung des Schlosses Fontainebleau nahe bei Paris, das bald zu seinem beliebtesten Aufenthaltsort wurde. Er gründete unter anderem auch das immer noch bestehende Collège de France in Paris unter dem Namen Collège des trois langues (Schule der drei Sprachen), da dort zunächst Latein, Griechisch und Hebräisch unterrichtet wurden.
Während der Hugenottenkriege zwischen 1562 und 1598 blieb die Stadt in katholischem Besitz. In der Bartholomäusnacht am 24. August 1572 und den Tagen danach wurden 3.000 bis 10.000 Hugenotten, darunter wichtige protestantische Persönlichkeiten, in Paris ermordet. Die Mutter des französischen Königs Karl IX. und Regentin Caterina de’ Medici veranlasste das Pogrom, nachdem ein Mordanschlag am 21. August 1572 auf den Anführer der Hugenotten, den Calvinisten Gaspard II. de Coligny fehlgeschlagen war. 1598 wurden im Edikt von Nantes die Hugenottenkriege beendet. Die Hugenotten erhielten eine beschränkte religiöse Toleranz. Sie wurden Bürger zweiter Klasse und von allen kirchlichen und staatlichen Pfründen ausgeschlossen.

## Absolutismus

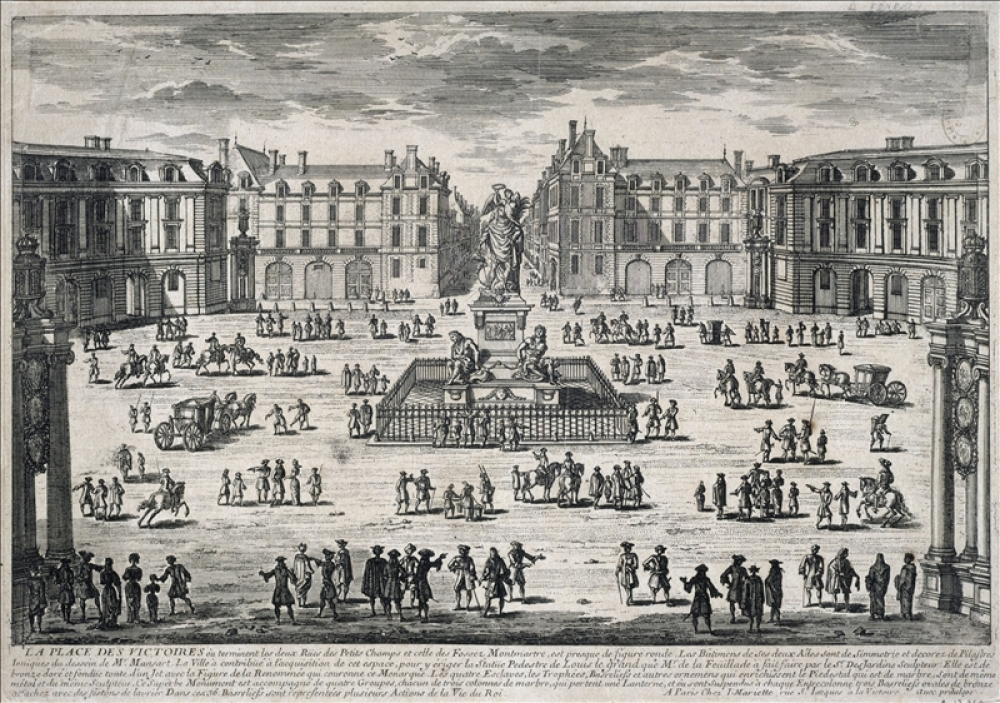
Place des Victoires (Erbaut von Ludwig XIV. ab 1685)

Unter Ludwig XIII. (1601–1643) ging es wirtschaftlich wieder aufwärts; er ließ das Viertel Marais und die Vorstädte Saint-Honoré und Saint-Germain errichten. Etwa zur gleichen Zeit wurden auch das Palais du Luxembourg auf Anweisung von Maria de’ Medici, das Val-de-Grâce durch Königin Anna von Österreich und das Palais Cardinal (das heutige Palais Royal) durch Kardinal Richelieu fertiggestellt. Die königliche Druckerei (1620), der Jardin des Plantes (Botanischer Garten) im Jahre 1626 und die Académie française (1635) verstärken die kulturelle Bedeutung der Hauptstadt.
Die Regierung von Ludwig XIV. (1638–1715) stellt einen städtebaulichen Höhepunkt dar, in der Paris zum Muster einer barocken Stadtplanung wurde. Unter Ludwig XIV. sind auf seine Veranlassung Straßenbeleuchtungen angebracht, die Wasserversorgung modernisiert und die Krankenhäuser „Invalides“ und „Salpêtrière“, der Säulengang des Louvre, der Invalidendom, das Pariser Observatorium, die Place des Victoires und Place Vendôme erbaut worden. Er ließ die Pariser Stadtmauern abtragen und an deren Stelle die Grands Boulevards errichten. Die prunkvolle Architektur stand im Gegensatz zum Elend der übervölkerten Hauptstadt.

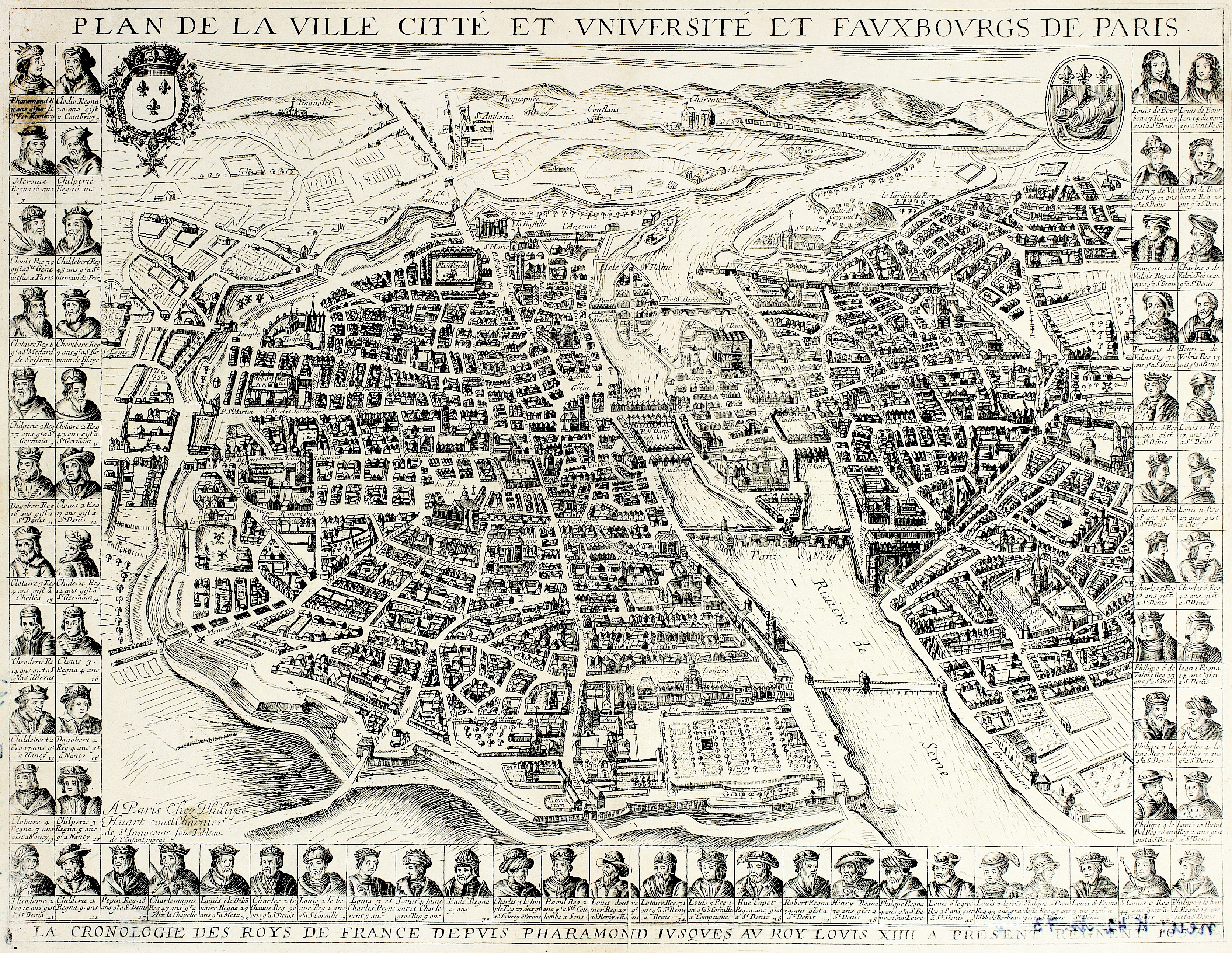
Paris um 1650

Zwischen 1648 und 1653 war Paris Austragungsort blutiger Kämpfe der Fronde, einem Bündnis des französischen Hochadels, der hohen Richterschaft der Parlements und von Teilen des Volkes, gegen Kardinal Jules Mazarin und den Hof. Ziel war es, unter Ausnutzung eines Momentes der Schwäche der Monarchie, die Feudalrechte des Adels und die Einspruchsrechte der Parlements wiederherzustellen, die unter Ludwig XIII. und seinem Minister Kardinal Richelieu stark beschnitten worden waren; der Bürgerkrieg scheiterte.
Am 6. Mai 1682 verlegte der „Sonnenkönig“ Ludwig XIV. die Residenz des Königs nach Versailles. Dennoch blieb Paris das politische Zentrum Frankreichs, was auf seine hohe Bevölkerungszahl und seine führende wirtschaftliche Rolle im Land zurückzuführen war. Die starke Zunahme der Cafés wie beispielsweise das bekannte Café Procope und die zahlreichen literarischen und philosophischen Veranstaltungen verstärkten den kulturellen Ruf von Paris, das sich zum Zentrum freiheitlichen Gedankenguts entwickelt hatte. Der strenge Winter 1708/1709 – die Temperatur fiel auf minus 26 °C – war Ursache der folgenden Hungersnot. Beim anschließenden Hochwasser stieg der Pegel der Seine auf knapp neun Meter. 1722 erfolgte die Einrichtung der ersten Feuerwehr und 1738 des ersten Postamts.

## Revolution und Restauration

Der Sturm auf die Bastille am 14. Juli 1789

Mit dem Sturm auf die Bastille am 14. Juli 1789 begann die Französische Revolution in Paris. Die Revolutionäre wollten dem Absolutismus ein Ende setzen, der unter Ludwig XIV. seine Blütezeit erreicht hatte. Am 3. September 1791 wurde eine neue Verfassung verabschiedet, mit der Frankreich zur konstitutionellen Monarchie erklärt wurde. Bei der Erstürmung des Tuilerienpalastes am 10. August 1792, bei der die Aufständischen die Schweizergarden des Königs bezwangen, floh Ludwig XVI. in das Gebäude der Nationalversammlung und wurde dort, unter dem Druck der Sansculotten, von der Konstituante des Amtes enthoben. Bei der Plünderung des Tuilerienpalastes waren Dokumente gefunden worden, die den Verrat des Königs an der Revolution bewiesen. Am 21. Januar 1793 wurde Ludwig XVI. vor den Augen des Volkes auf der „Place de la Révolution“, der heutigen „Place de la Concorde“, hingerichtet.
Während der Befreiungskriege war Paris das Ziel von Operationen der sechsten Koalition. Nachdem die Verbündeten die Höhen des Montmartre am 30. März 1814 erobert hatten, kapitulierten die französischen Verteidiger der Hauptstadt. Am Nachmittag des 31. März 1814 zogen die alliierten Truppen, an der Spitze der russische Zar Alexander I. und der preußische König Friedrich Wilhelm III., in Paris ein. Ein zweites Mal besetzten am 22. Juni 1815 die verbündeten Armeen nach der endgültigen Abdankung von Napoleon Bonaparte als Kaiser die Stadt. Die Julirevolution vom 27. bis 29. Juli 1830, die in einem dreitägigen heftigen Straßenkampf in Paris gipfelte, hatte den endgültigen Sturz der Bourbonen in Frankreich und die erneute Machtergreifung des Bürgertums unter König Ludwig Philipp zur Folge.

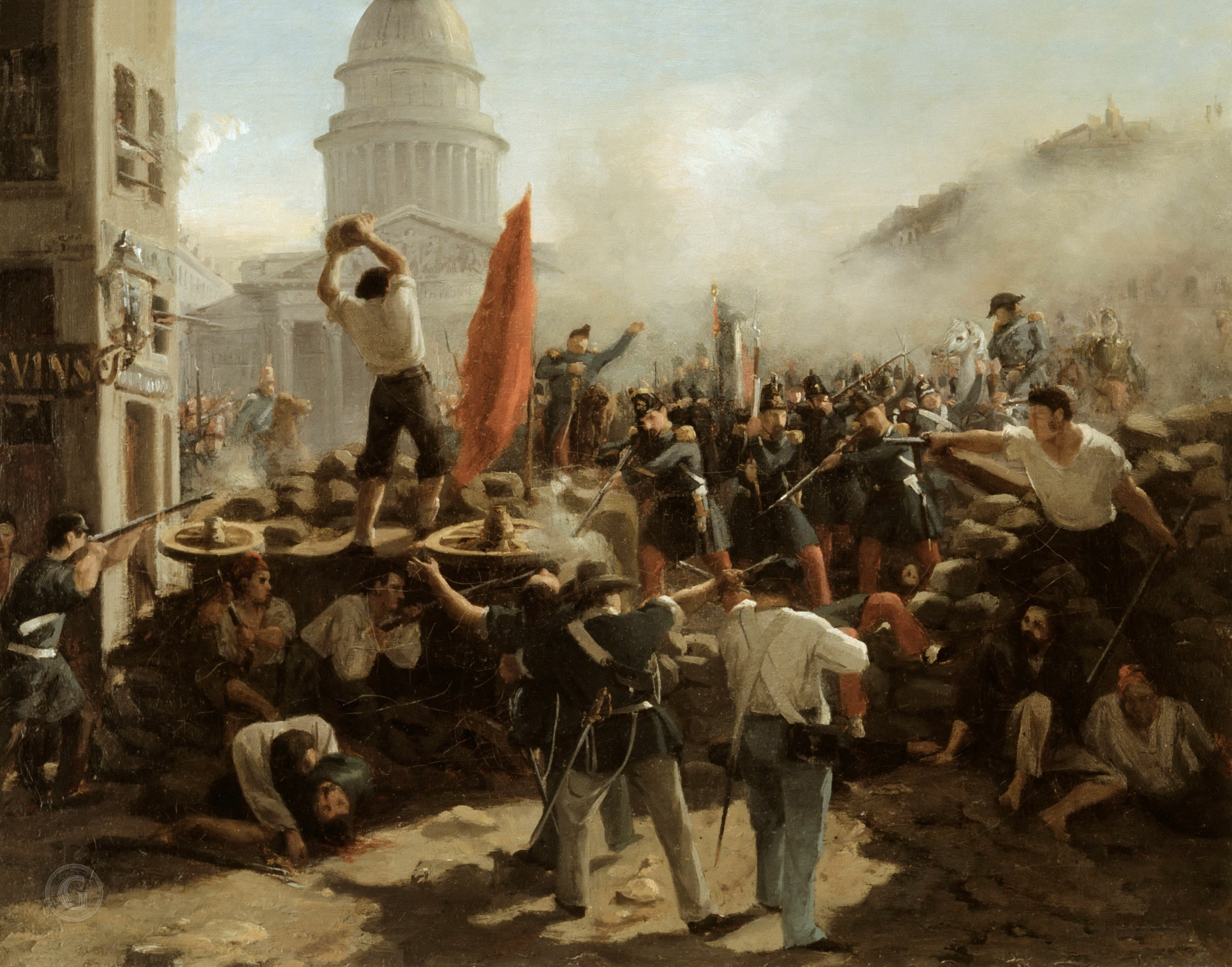
Barrikadenkampf in der Rue Soufflot, Paris, 25. Juni 1848 (Juniaufstand)

1846 überschritt die Einwohnerzahl die Millionengrenze. Die Regierungszeit des Königs (1830–1848) war geprägt von einer sich verstärkenden Abkehr vom Liberalismus, zunehmenden Skandalen und Korruptionsfällen. Das französische Bürgertum war schließlich zusehends enttäuscht von der Politik Ludwig Philipps. Vor allem das Zensuswahlrecht, das dem Bürgertum einen seiner Stärke entsprechenden Einfluss bei der Gesetzgebung verwehrte, verstärkte die Wut auf den König. Auch in der Arbeiterschaft gärte die Unzufriedenheit über ihre problematische soziale Lage, die durch eine Agrar- und Handelskrise 1847 noch verschärft worden war, zu einer revolutionären Stimmung.

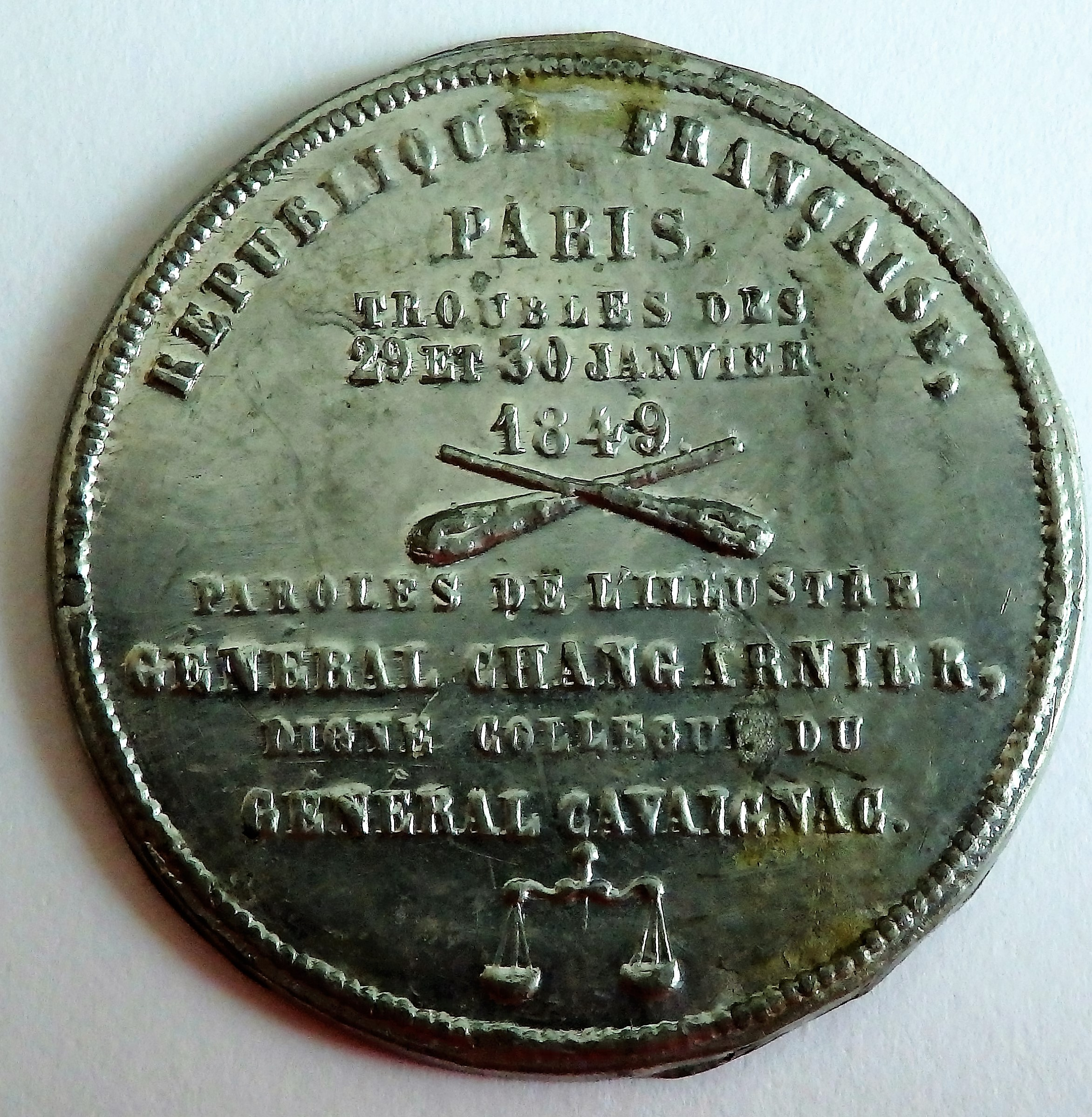
Medaille auf Niederschlagung Pariser Aufstand vom 29./30. Januar 1849, Avers

Nachdem der König ein geplantes Bankett zur Reform des Wahlrechts verboten hatte, kam es ab dem 21. Februar 1848 zu öffentlichen Protesten in Paris, die sich schnell zu Unruhen ausweiteten und eine revolutionäre Entwicklung annahmen. Während der Februarrevolution 1848 kam es vorübergehend zur Vereinigung von Arbeitern und Bürgern. Am 23. und 24. Februar 1848 folgten heftige Straßen- und Barrikadenkämpfe zwischen den Aufständischen und den königlichen Truppen. Am 24. Februar 1848 sah sich der verhasste großbürgerliche Ministerpräsident François Guizot zum Rücktritt gezwungen. Kurz darauf dankte König Ludwig Philipp selbst ab und floh ins Exil nach England. Daraufhin wurde eine provisorische Regierung unter dem liberalen Politiker Alphonse de Lamartine eingesetzt und die Republik ausgerufen.
Am 24. Juni 1848 kam es zu einem erneuten Aufstand der Arbeiterschaft anlässlich der Schließung der französischen Nationalwerkstätten, die den Arbeitslosen Beschäftigungsmöglichkeiten erschlossen hatten. Der Pariser Juniaufstand wurde jedoch bald nach heftigen Kämpfen von der französischen Armee und der Nationalgarde blutig niedergeschlagen. Am Ende waren 3.000 Arbeiter tot, etwa 15.000 wurden in die Straflager der Kolonien verbannt. Anfang 1849 flackerten die Unruhen erneut auf. Ein sozialistischer Aufstand am 29./30. Januar 1849 wurde vom General Changarnier niedergeschlagen und Changarnier durch eine von Louis-Eugène Cavaignac im selben Jahr herausgegebene Medaille mit der Umschrift LIBERTÉ, ORDRE PUBLIC dafür gewürdigt.

## Die moderne Stadt

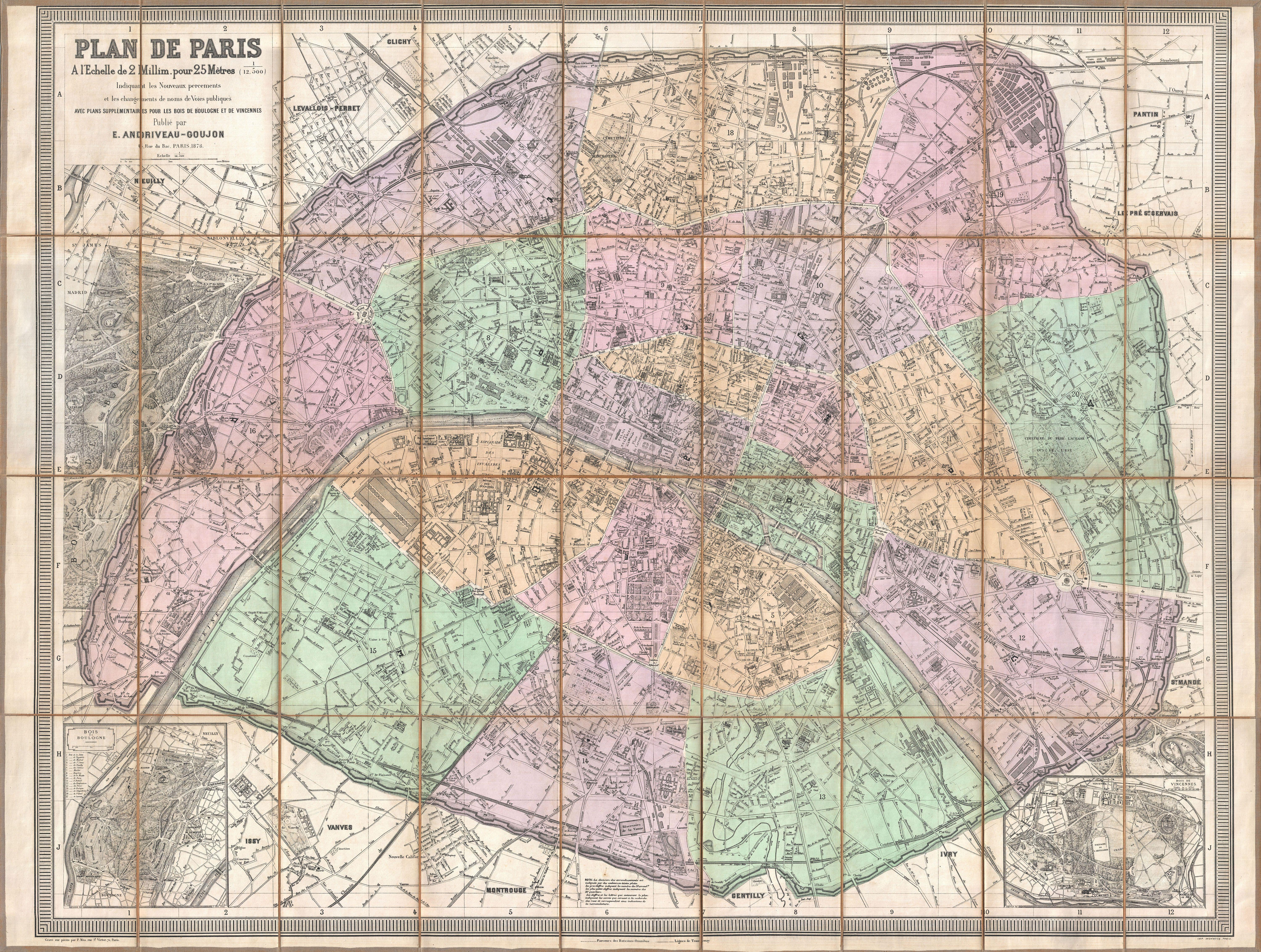
Stadtplan von Paris aus dem Jahr 1878

Napoleon III. (1808–1873) führte die von Ludwig XIV. und Napoléon Bonaparte begonnene großzügige Stadtgestaltung weiter. Der Präfekt und Architekt Georges-Eugène Haussmann ließ die engen Gassen durch breite Alleen ersetzen, die in einem rechtwinkeligen Muster angeordnet waren, von Bäumen und prachtvollen Bauten gesäumt wurden und auf denen sich die neuen Verkehrsmittel bewegten; Gärten und Parks wurden angelegt. Der alte Befestigungsgürtel wurde um das Jahr 1840 geschleift; 1844 wurde zu Verteidigungszwecken an der Stelle, wo heute der Boulevard périphérique verläuft, ein neuer Befestigungsgürtel gebaut. Dieser hatte eine Länge von 39 Kilometern und war mit ihren 94 Bastionen und 16 Forts die größte Befestigungsanlage der Welt. Paris war in den Jahren 1855, 1867, 1878, 1889, 1900 und 1937 Veranstaltungsort von sechs Weltausstellungen, die die kulturelle und politische Bedeutung der Stadt (und Frankreichs) unterstrichen.
Im Deutsch-Französischen Krieg von 1870/1871 wurde Paris nach der Gefangennahme von Napoléon III. und der Proklamierung der Dritten Republik von deutschen Truppen eingeschlossen (1870) und musste 1871 kapitulieren. Am 18. März 1871 versuchte der französische Premierminister Adolphe Thiers, die verteidigungsbereite Nationalgarde von Paris entwaffnen zu lassen. Dies führte zu einem Aufstand vieler Arbeiter, Handwerker und Kleinbürger.
Am 26. März 1871 übernahm in Paris eine Revolutionsregierung die Macht, die Pariser Kommune. Die republikanische Übergangsregierung wurde für abgesetzt erklärt. Die bewaffnete Milizen der Pariser Kommune wurden erst im Mai 1871 von der neu geordneten konterrevolutionären französischen Armee im Straßenkampf in Paris besiegt. In der Blutigen Woche vom 21. bis 28. Mai gab es 25.000 Tote. Es folgten 38.000 Verhaftungen und 7500 Deportationen. Insgesamt starb fast ein Viertel der Arbeiterbevölkerung von Paris bei den Kämpfen und den darauffolgenden Massenexekutionen.

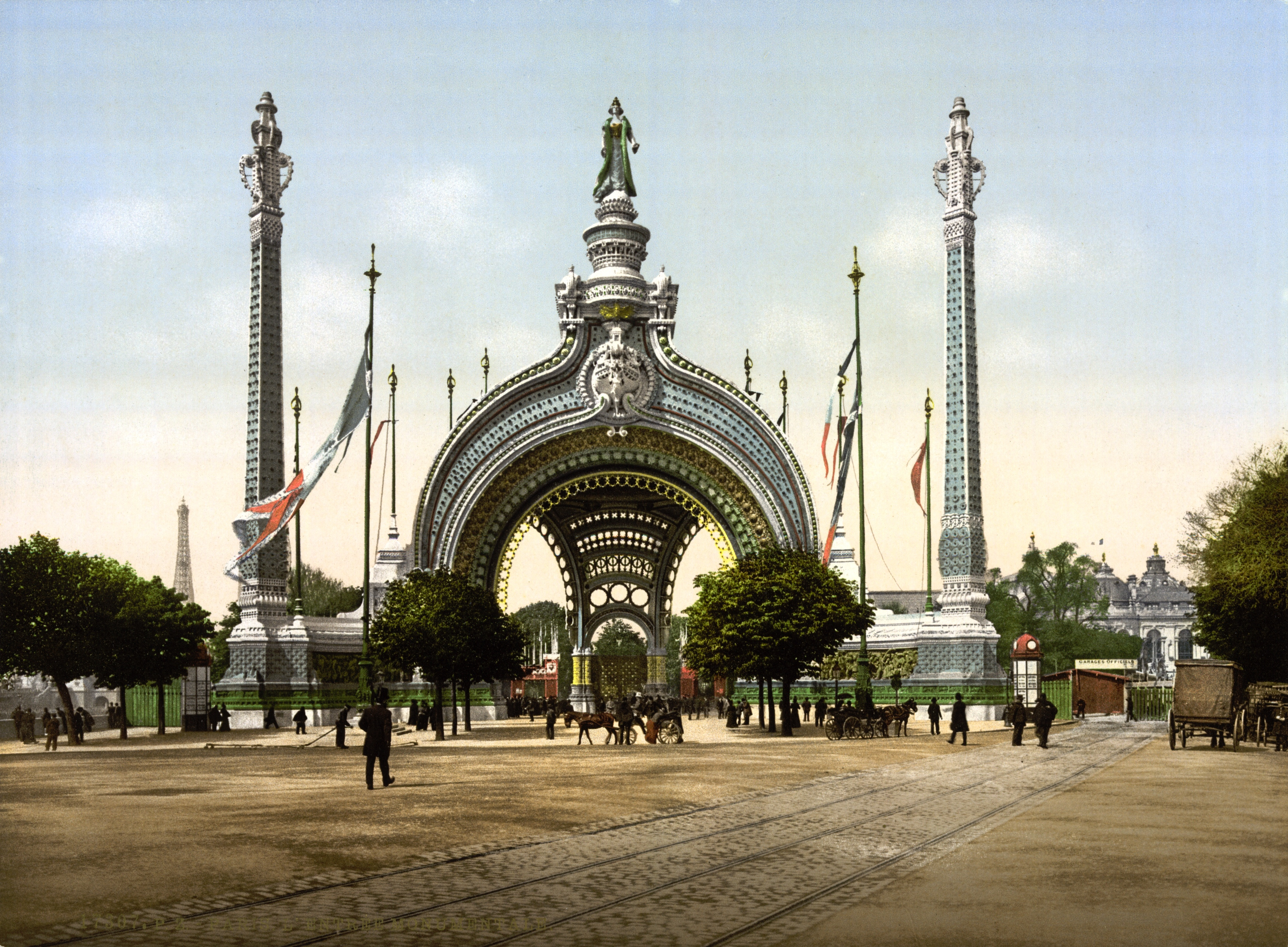
Haupteingang der Weltausstellung Paris 1900

Paris erlebte zwischen 1871 und 1914 eine Blütezeit in der Belle Époque und wurde zu einem in der Welt anerkannten intellektuellen und künstlerischen Zentrum; vor allem das Viertel Montmartre zog bekannte Maler und Schriftsteller an. Am Bahnhof Paris-Gare-de-Lyon, der Pont Alexandre III und den U-Bahn-Stationen ist der Baustil dieser Zeit beispielhaft zu erkennen.
Im Januar 1910 standen durch ein Hochwasser der Seine 12 von 20 Arrondissements der Stadt rund 6 Wochen lang unter Wasser. Die Schäden waren erstaunlich glimpflich, sie beliefen sich auf umgerechnet rund 1 Milliarde Euro.

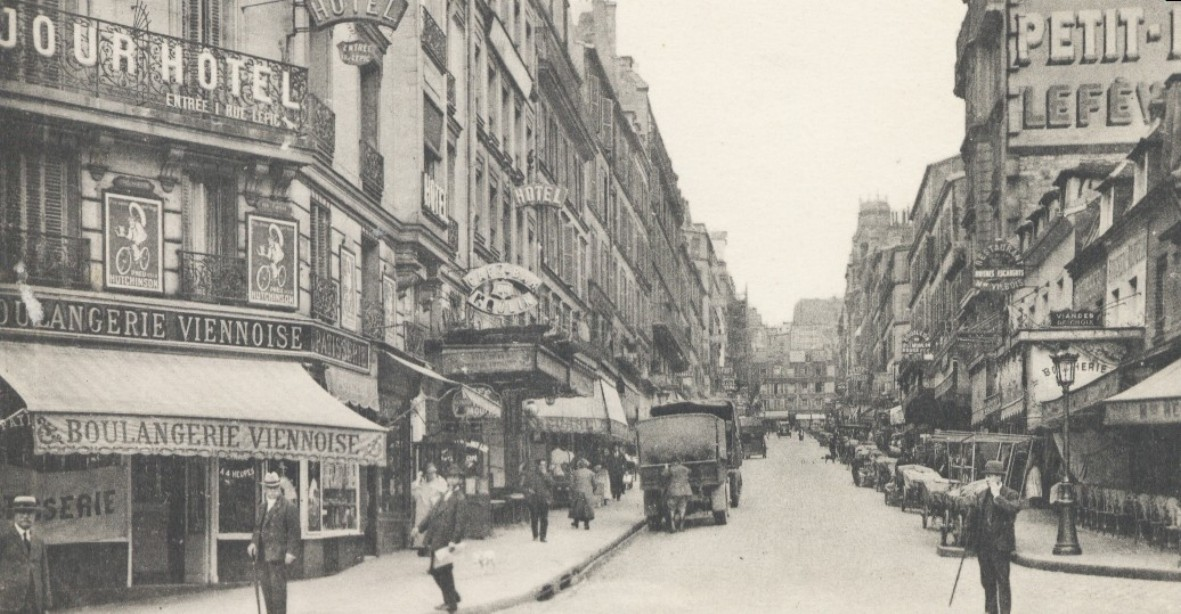
Die Straße La rue Lepic in Paris auf dem Montmartre, 1925

1921 hatte Paris mit knapp drei Millionen die bis dahin höchste Einwohnerzahl ihrer Geschichte erreicht. Der städtische Wohnungsbau konnte mit der Nachfrage nicht mehr Schritt halten.
Im Jahr 1900 war Paris Austragungsort der II. Olympischen Sommerspiele der Neuzeit (im Rahmen der Weltausstellung, erstmalige Teilnahme von Frauen an Olympischen Spielen). 1924 fanden die VIII. Olympischen Sommerspiele ebenfalls in Paris statt.

## Zweiter Weltkrieg

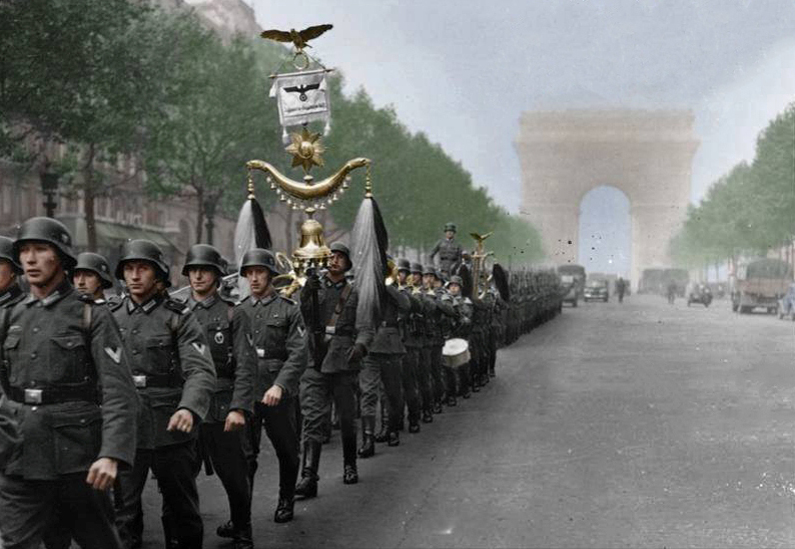
Deutsche Wachtparade auf der Avenue des Champs-Élysées, 1940

Der Zweite Weltkrieg begann am 1. September 1939 mit dem Überfall auf Polen.
England und Frankreich erklärten dem Deutschen Reich am 3. September den Krieg, griffen aber (anders als angekündigt bzw. vertraglich zugesichert) nicht zugunsten Polens ein. Polen kapitulierte nach wenigen Wochen; damit hatte Hitler freiere Hand im Westen (siehe Zweifrontenkrieg). Er befahl die Vorbereitung des Westfeldzuges. Dieser begann am 10. Mai 1940; die Benelux-Staaten kapitulierten schnell. Britische Truppen mussten Ende Mai/Anfang Juni bei Dünkirchen den Kontinent überstürzt verlassen. Die Schlacht von Dünkirchen endete am 5. Juni; während der Schlacht positionierte sich die Wehrmacht auch für den Angriff Richtung Paris. Am 5. Juni begann sie eine Offensive an Somme und Aisne. Der Angriff stieß auf ungewohnt heftigen Widerstand; dieser ließ nach dem Durchbruch der Wehrmacht durch das tief gestaffelte Stellungssystem rasch nach. Am 10. Juni erklärte die französische Regierung (damaliger Präsident: Albert Lebrun) Paris zur offenen Stadt und verlegte ihren Regierungssitz nach Bordeaux, um der Festnahme durch deutsche Truppen zu entgehen.
Auf Paris wurde die deutsche 18. Armee unter Generaloberst Georg von Küchler angesetzt. Nachdem ein französischer Unterhändler ihm den Abzug der 7e armée zugesichert hatte, zogen Wehrmachtverbände am 14. Juni kampflos in das menschenleer wirkende Paris ein. Damit waren keine strategischen Ziele verbunden; es war eine symbolträchtige Handlung. Am Arc de Triomphe nahmen Küchler und der Oberbefehlshaber der Heeresgruppe B, Generaloberst Fedor von Bock, den Vorbeimarsch der 18. Armee ab. Am frühen Morgen des 28. Juni besichtigte Hitler – unter anderem begleitet von Albert Speer, dem Bildhauer Arno Breker und dem Architekten Hermann Giesler – Paris. Bilder von Hitler vor dem Eiffelturm gelten als ikonisch. Das Hôtel de Crillon wurde beschlagnahmt und als Hauptquartier der deutschen Truppen in Frankreich genutzt.
Am 12. Juni 1942, während der Operation Squabble, warf die Royal Air Force mit einem einzelnen Flugzeug zwei französische Fahnen ab und griff die deutschen Besatzungstruppen symbolisch an.
Am 16. Juli 1942 wurden die rund 13.000 noch in Paris verbliebenen Juden verhaftet und in osteuropäische Konzentrationslager transportiert. Nach der alliierten Landung in der Normandie am 6. Juni 1944 und dem schnellen Vorstoß Richtung Paris traten seit dem 10. August 1944 die Mitarbeiter der Pariser U-Bahn sowie der Gendarmerie und der Polizei in den Streik, dem sich später auch die Postboten anschlossen. Die Deutschen reagierten und erschossen in der Nacht des 16. August 35 französische jugendliche Widerstandskämpfer beim Carrefour des Cascades (im Bois de Boulogne). Als auch weitere Arbeiter sich der Streikbewegung anschlossen, kam es am 18. August (am Tag, als alle Widerständler zur Mobilmachung aufgefordert wurden), zum Generalstreik und Aufstand, woraufhin französische Widerstandskämpfer einige Straßen und Gebäude, so auch das Rathaus, besetzten.

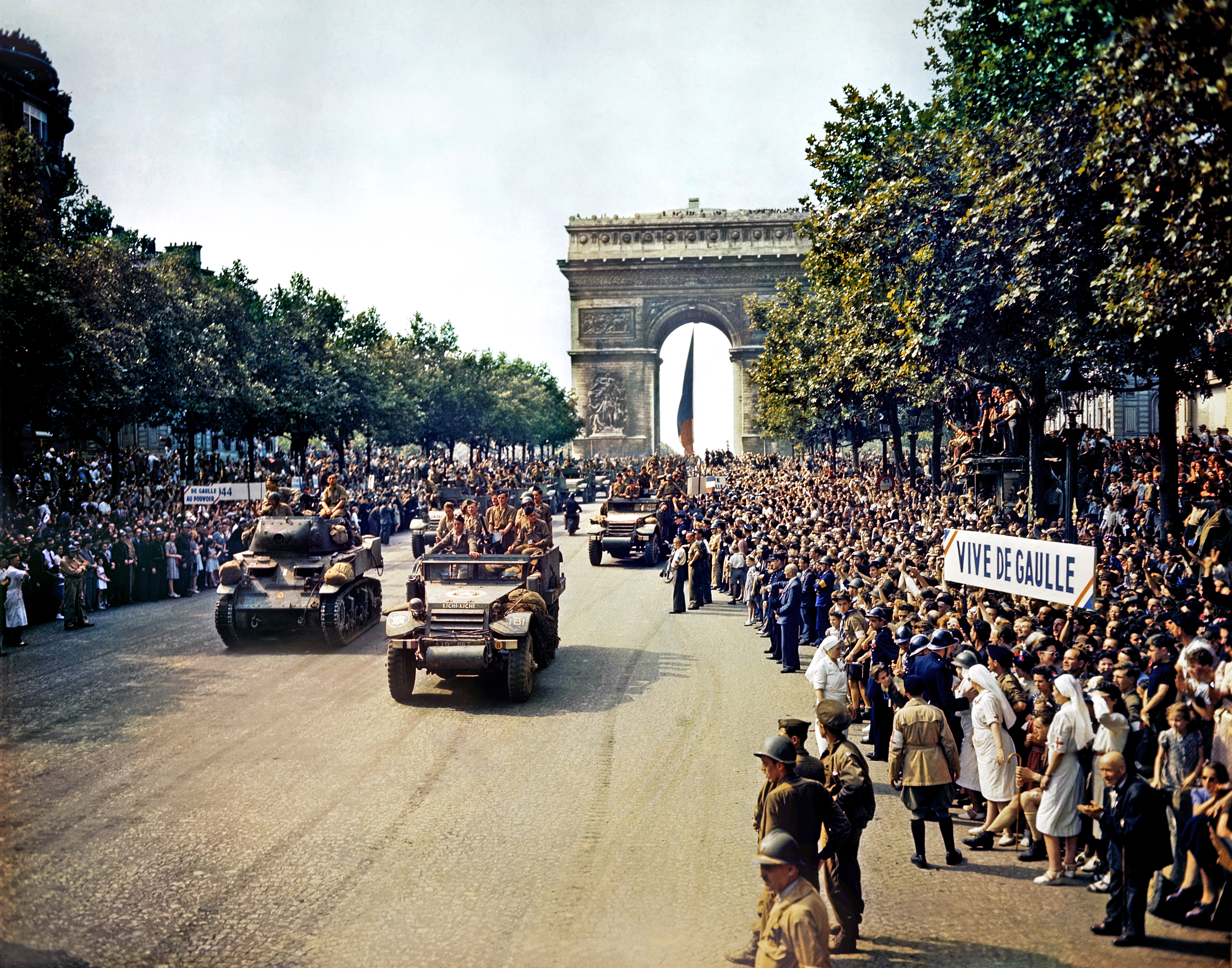
Die 2e division blindée fährt am 26. August 1944 auf der Avenue des Champs Élysées und wird von Menschen zur Befreiung von Paris bejubelt

Am 22. August begann die Schlacht um Paris. Alliierte Truppen und französische Widerstandskämpfer nahmen am 25. August 1944 die Stadt ein. Etwa 10.000 deutsche Soldaten gerieten in alliierte Kriegsgefangenschaft. Rund 1000 Widerstandskämpfer waren gefallen und weitere 1500 verwundet worden. In der Nacht des 26. auf den 27. August 1944 warfen deutsche Flugzeuge Bomben über Paris ab. Fast 500 Häuser gingen in Flammen auf, 50 Menschen starben und etwa 500 wurden verwundet.
Dass Paris dennoch weitgehend von Zerstörungen verschont blieb, ist mehreren Faktoren bzw. Umständen zu verdanken:
- General Dietrich von Choltitz, der Stadtkommandant von Groß-Paris, ignorierte während der letzten Tage der Besatzung Hitlers Befehl zur Zerstörung der Stadt („Trümmerfeld-Befehl“[8]).
- Es fehlten strategische Ziele für alliierte Luftangriffe.

## Entwicklung ab 1945

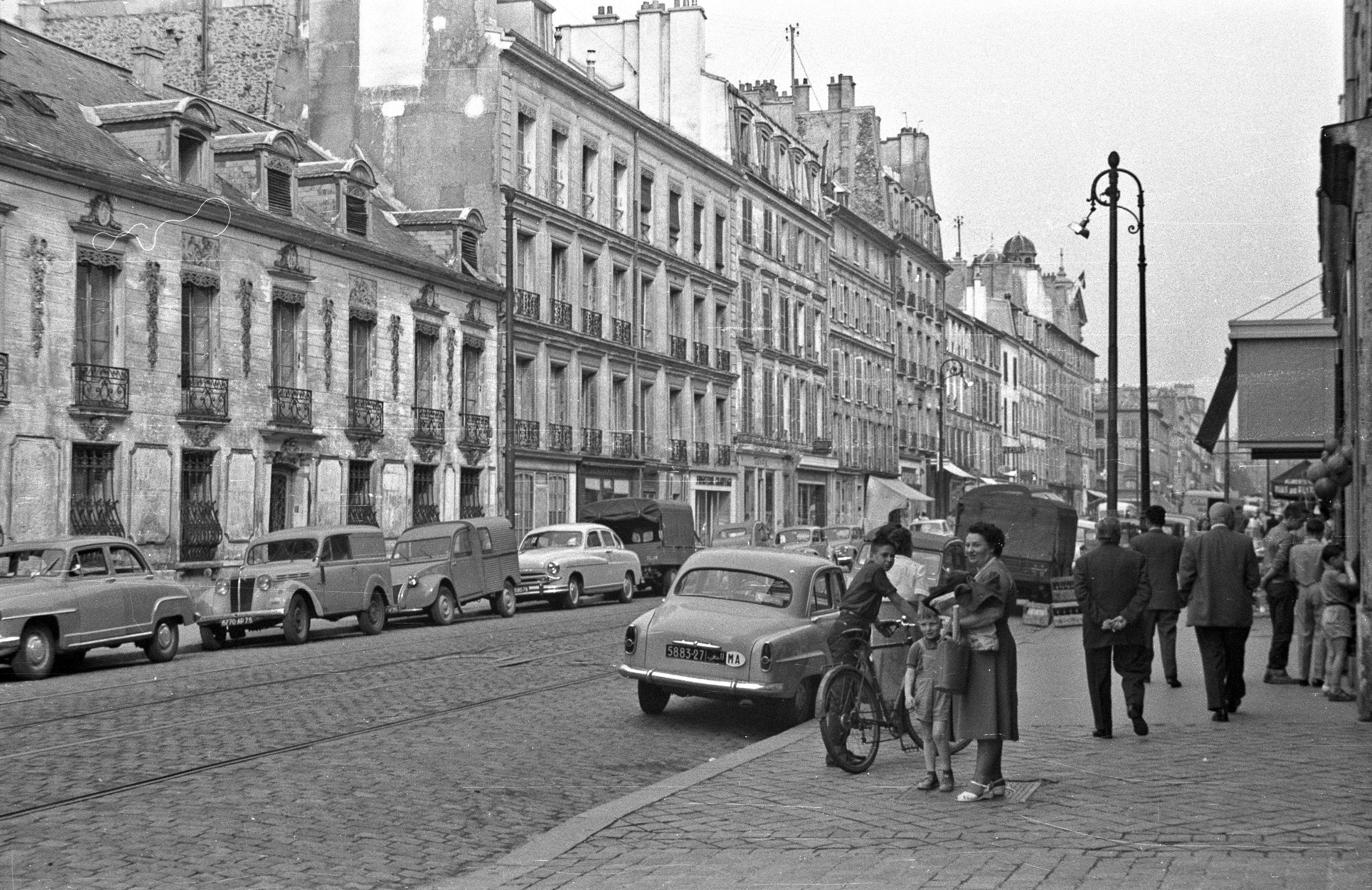
Straßenansicht aus den 1950er-Jahren

Nach dem Wiederaufbau der zerstörten Häuser in Paris wurden ab 1958 die ersten Bauten in der Vorstadt La Défense errichtet, darunter das „Centre National des Industries et des Techniques“ (CNIT).
Am 17. Oktober 1961 kam es nach wiederholten Demonstrationen algerischer Immigranten gegen den Algerienkrieg zum Massaker von Paris. Obwohl von den Demonstranten keine Gewalt ausging, ging die Pariser Polizei unter dem Kommando von Maurice Papon (nach anderen Berichten auch Einheiten der Armee) äußerst brutal vor und tötete zahlreiche Demonstranten. Die genaue Zahl der Toten ist unbekannt; sie wird von Historikern auf etwa 200 geschätzt. Polizeiliche Angaben belaufen sich auf drei Tote. Tausende Menschen wurden verletzt, etwa 14.000 festgenommen.
In den Nachkriegsjahrzehnten erlebte auch Frankreich einen dem westdeutschen Wirtschaftswunder vergleichbaren wirtschaftlichen Aufschwung, die trente glorieuses; während bis dahin noch in vielen Regionen die kleinbäuerliche Landwirtschaft dominiert hatte, wurde diese nun in rapiden Tempo durch industrielle und postindustrielle Strukturen ersetzt. Millionen von Menschen aus den Dörfern zogen in die Hauptstadt, die Einwohnerzahl der Agglomeration Paris stieg von 5,6 Millionen 1946 auf 8,6 Millionen im Jahr 1975 an.

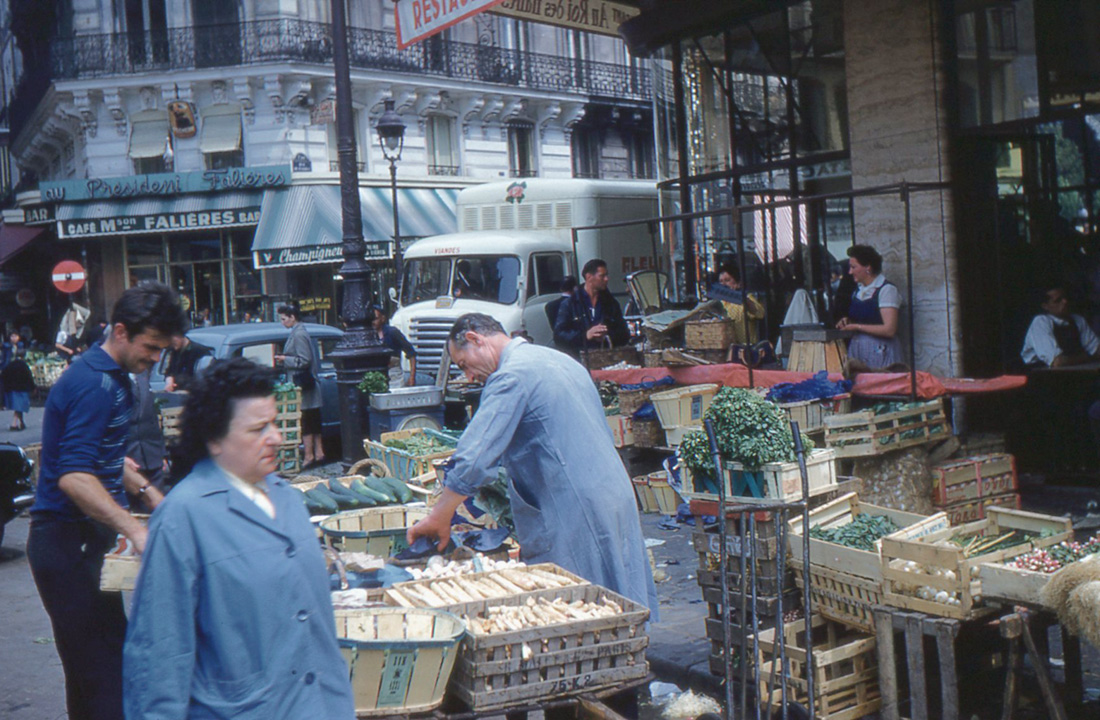
Markt im Quartier des Halles, 1960

1962 erstellte der französische Kulturminister André Malraux Sanierungsprogramme für die innerstädtischen Problemviertel (beispielsweise Marais); zugleich begann der Bau der ersten Satellitenstädte (villes nouvelles) von Paris (unter anderem Créteil, Marne-la-Vallée, Nanterre und Sarcelles). Obwohl die damaligen Eingriffe in das Stadtbild geringer waren als während der Baumaßnahmen des Barons Haussmann und geringer als in anderen Städten Europas, beklagten viele Beobachter das Verschwinden des alten Paris der Belle Époque, das sich in eine rational organisierte, technokratische Hauptstadt verwandelte. Zur Bewältigung der durch einen dramatischen Anstieg des Individualverkehrs entstandenen Verkehrssituation wurden die Ringautobahn Boulevard périphérique sowie zahlreiche neue Métro-Linien und ein System von Regionalbahnen geschaffen (Réseau express régional d’Île-de-France, RER).
1968 kam es in Paris zu Studentenrevolten und Massenstreiks. Die so genannten Mai-Unruhen, die im Mai 1968 zunächst wegen der Räumung einer Fakultät der Pariser Universität Sorbonne ausbrachen, führten am Ende in Frankreich zu einem wochenlangen Generalstreik, der das ganze Land lahmlegte. Die Demonstranten errichteten Barrikaden und lieferten sich tagelang Straßenschlachten mit der Polizei. Als Folge der Unruhen wurde die Sorbonne 1968 in 13 eigenständige Bereiche aufgeteilt. Fünf von ihnen liegen außerhalb der Stadt. Staatliche Stellen sahen die Studenten und somit ihre Institution Universität pauschal als potenzielle Unruhestifter an. Sie sollten aus dem unübersichtlichen, „sensiblen“ Stadtzentrum vertrieben werden.

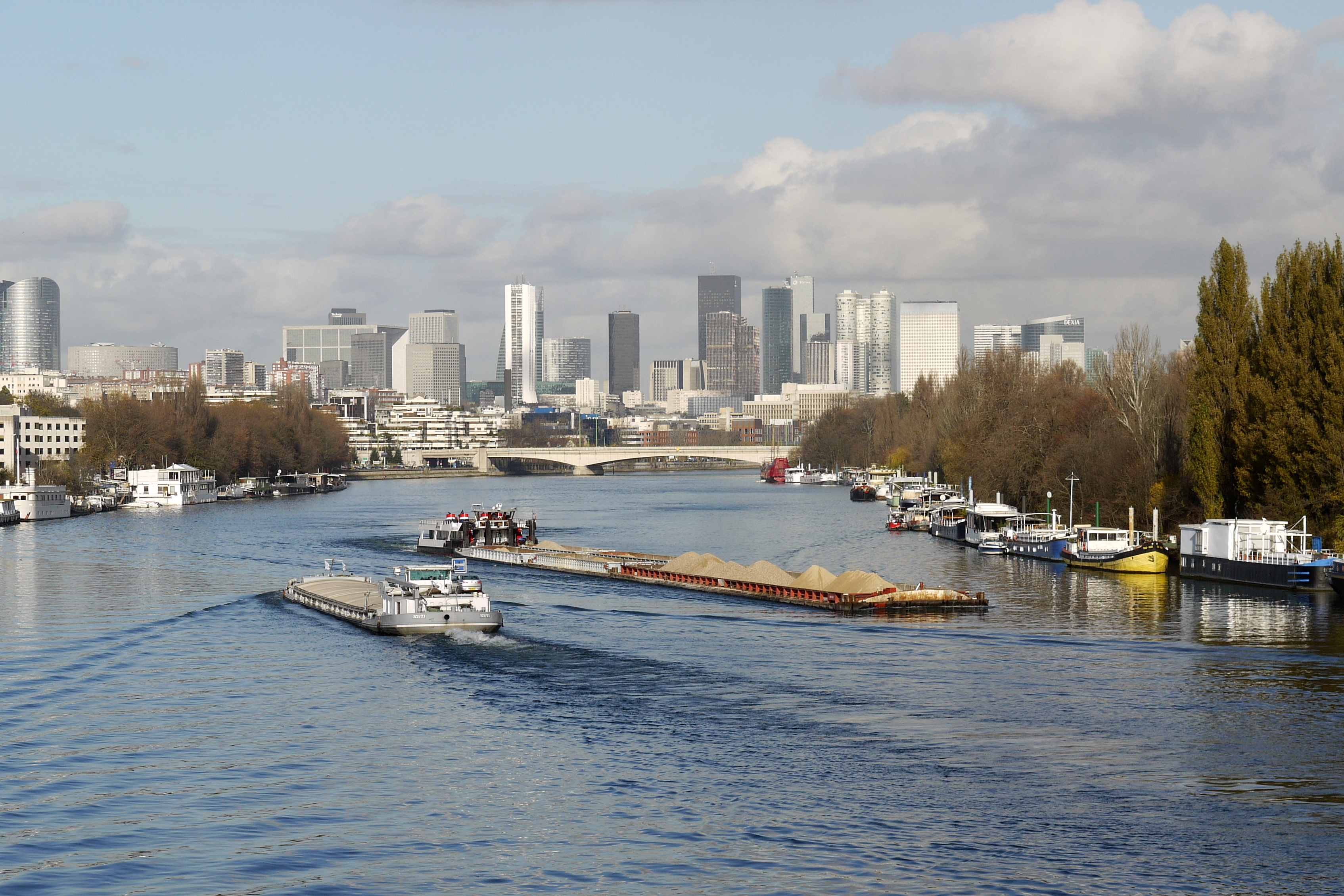
Die Seine und Teile des 1963 angelegten Hochausviertels La Défense

Die Präsidenten der Fünften Republik wie Charles de Gaulle und Georges Pompidou hinterließen mit zahlreichen Bauwerken in der Hauptstadt ihre Spuren. Besonders während der vierzehnjährigen Amtszeit (1981–1995) von Präsident François Mitterrand wurden in Paris viele monumentale Bauten errichtet, die einerseits zu Polemiken, andererseits auch zu Enthusiasmus Anlass gaben: die Glaspyramide des Louvre, die Opéra Bastille, die Bibliothèque nationale de France und die Grande Arche in der Vorstadt La Défense.
In den letzten Jahren wurde vor allem der Gegensatz zwischen dem Stadtzentrum, dessen Kultur und Architektur Millionen von Touristen anziehen und dessen Mieten nach Gentrifizierungsprozessen für viele nicht mehr bezahlbar sind, und den Vorstädten zum Politikum. Viele Vorstädte besitzen eine schlechte Infrastruktur und sind kaum an das Stadtzentrum angebunden, es gibt nur wenige Verbindungen untereinander mit dem öffentlichen Nahverkehr. Vor allem in der nördlichen und östlichen banlieue, wo in den 1960er und 1970er Jahren Großwohnsiedlungen in Plattenbauweise errichtet wurden, gehören soziale, ethnische und religiöse Konflikte, Drogen und Kriminalität zum Alltag.
2005 kam es zu Ausschreitungen von Jugendlichen in den Vororten der Hauptstadt. Bei den gewalttätigen Unruhen in Paris im Oktober und November des Jahres handelte es sich um eine Serie von zunächst unorganisierten Sachbeschädigungen und Brandstiftungen sowie gewalttätigen Zusammenstößen mit der Polizei in den Vorstädten von Paris, die am 27. Oktober 2005, nach dem Unfalltod zweier Jugendlicher, begannen. Zunächst beschränkten sich die Ausschreitungen auf den Heimatort der Jugendlichen, den Pariser Vorort Clichy-sous-Bois. Im Laufe der folgenden Tage weiteten sich die Unruhen zunächst auf das Pariser Umland wie Seine-et-Marne oder Val-d’Oise, später auch auf andere französische Städte aus.

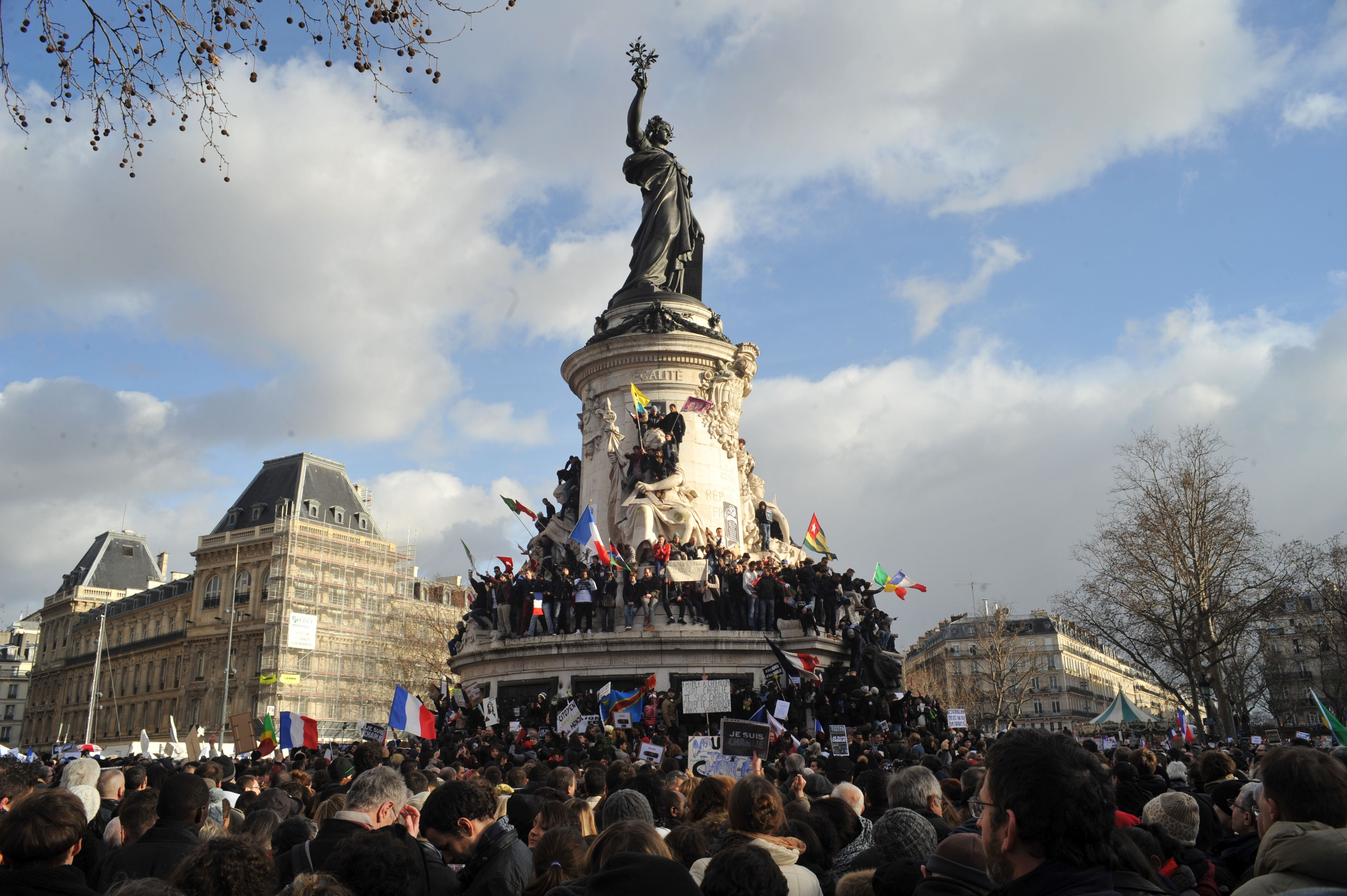
Szene des republikanischen Marsches in Paris nach den Anschlägen am 7. Januar 2015

Seit mehreren Jahren gibt es Bemühungen, die Verkehrssituation zu verbessern, etwa durch den Bau von 8 Straßenbahnlinien der Straßenbahn Île-de-France. Die administrative und mentale Spaltung zwischen der Kernstadt, deren Grenzen sich seit 1860 nicht mehr verändert haben, und den Vorstädten, soll durch das Projekt Grand Paris überwunden werden.
2015 ereigneten sich koordinierte islamistische Anschläge, jeweils mit mehreren Toten, auf die Redaktion der Satirezeitschrift Charlie Hebdo sowie im November im Großraum Paris. Ein weiterer Versuch erfolgte 2017.

## Religionen
Etwa 75 % der Einwohner sind getauft, rund 70 % bekennen sich zum katholischen Glauben, die meisten praktizieren den römischen Ritus, einige wenige auch den armenischen und ukrainischen Ritus. Der Erzbischof von Paris ist für die Katholiken der östlichen Riten zuständig. Insgesamt gibt es in Paris innerhalb der politischen Grenzen der Stadt 94 katholische Gemeinden, des Weiteren 73 protestantische Kirchen der verschiedensten Konfessionen, 15 griechisch- und Russisch-Orthodoxe Kirchen, sechs Rumänisch-Orthodoxe Kirchen, sieben Synagogen für die etwa 220.000 Juden und 19 Moscheen für die rund 80.000 Muslime, überwiegend Sunniten. Nur knapp 12 % der Christen und etwa 15 % der Juden sind praktizierende Gläubige.
Die Region Île-de-France ist auch ein Zentrum arabisch-islamischen Lebens in Europa. Im Laufe des 20. Jahrhunderts ist die Zahl der Muslime in der Metropolregion auf schätzungsweise eine Million (zehn Prozent der Einwohner) gestiegen. Besonders seit Anfang der 1960er Jahre kamen zahlreiche Einwanderer aus Nordafrika (Algerien, Marokko und Tunesien) nach Paris und vor allem in seine Vorstädte. War das Verhältnis zwischen Christen, Juden und Muslimen bis Anfang der 1980er Jahre kaum von Konflikten geprägt, haben die Spannungen zwischen den Religionsgemeinschaften seitdem erheblich zugenommen.
Nach den Wahlerfolgen der rechtsextremen Front National von Jean-Marie Le Pen bei den Kommunalwahlen 1983 erfasste die Region und weite Teile des Landes eine Welle der Gewalt gegen Muslime nordafrikanischer Herkunft. Besonders nach dem Aufflammen des Nahostkonfliktes im Herbst 2000 und den Anschlägen vom 11. September 2001 in New York ist ein weiterer Anstieg antiislamischer und antisemitischer Straftaten wie Propaganda mit Anstiftung zum Hass, Beleidigung, Bedrohung, Körperverletzung sowie Brandanschläge auf Gebäude (Moscheen, Synagogen, Kultur- und Bildungseinrichtungen) zu verzeichnen. Auch die Schändung von jüdischen, muslimischen und christlichen Friedhöfen, von Denkmälern für die in den Kriegen gefallenen Soldaten verschiedener religiöser Herkunft sowie von Mahnmalen zur Erinnerung an die Verfolgung der Juden durch die deutsche Besatzungsmacht im Zweiten Weltkrieg nahm zu.
Diese Fakten sollten aber auf keinen Fall übertrieben werden. Der Alltag der Pariser ist von einem überwiegenden Multikulturalismus geprägt, der zu einem der bemerkenswertesten Merkmale der Stadt geworden ist.

## Einwohnerentwicklung

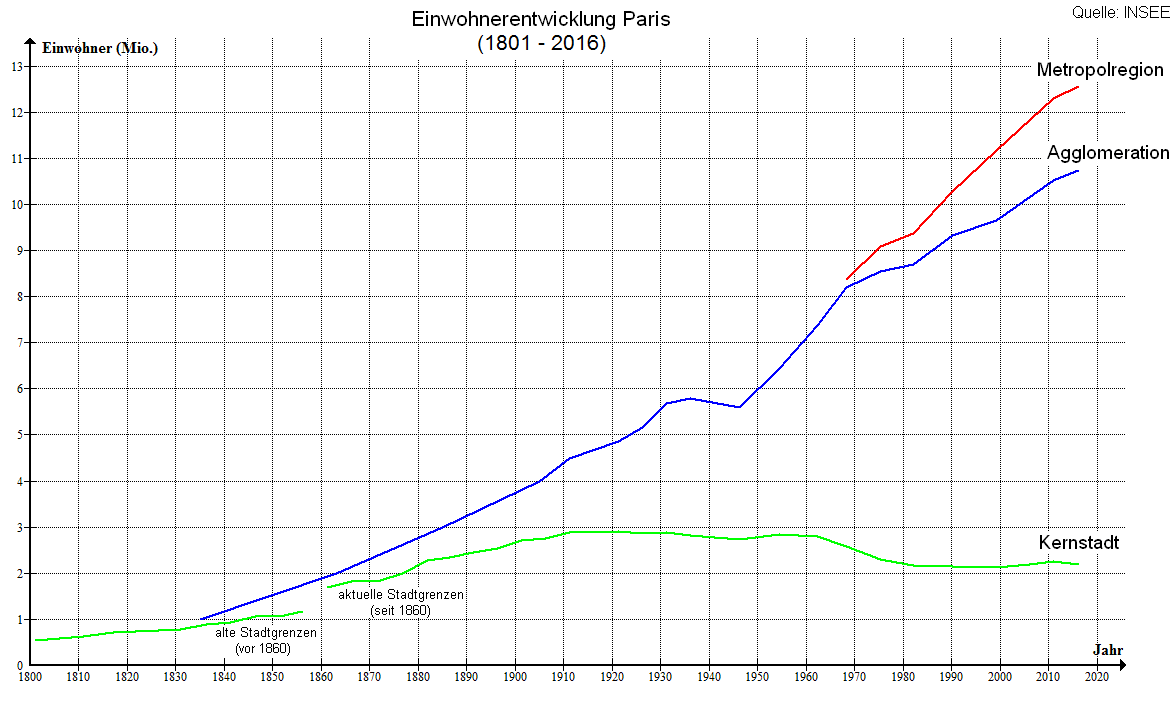
Einwohnerentwicklung Paris seit der ersten Volkszählung im Jahre 1801.

Der immer wiederkehrende Rückgang der Bevölkerung in der Antike und im Mittelalter ist auf die zahlreichen Kriege, Epidemien und Hungersnöte zurückzuführen. So starben noch 1832 bei einer Choleraepidemie rund 20.000 Menschen. Erst die Industrialisierung im 19. Jahrhundert führte zu einem starken Anstieg der Bevölkerung. 1846 lebten in Paris rund eine Million Menschen, bis 1876 verdoppelte sich diese Zahl auf zwei Millionen. 1921 hatte die Einwohnerzahl von Paris mit knapp drei Millionen ihren historischen Höhepunkt erreicht. Gegenwärtig leben etwas über zwei Millionen Menschen in der Hauptstadt. Seit 1954 hat eine dreiviertel Million Einwohner Paris verlassen. Einige sind in die Provinz gezogen, aber die überwiegende Mehrheit in die zahlreichen Vororte. So hat sich die Bevölkerungszahl der Metropolregion, zu der neben Paris auch die Region Île-de-France gehört, von 5,85 Millionen im Jahre 1946 auf 12,2 Millionen im Jahre 2009 verdoppelt. Die Stadtgrenze von Paris folgt heute im Wesentlichen immer noch den in den 1860er Jahren unter Adolphe Thiers errichteten Befestigungen bzw. dem an dieser Stelle in den 1970er Jahren gebauten Autobahnring (Boulevard périphérique). Eine umfassende Eingemeindung der Vororte wie in anderen Hauptstädten (Groß-Berlin, Greater London) fand nie statt. Vor allem in den 1960er Jahren, während des Wirtschaftsbooms der Nachkriegszeit, wuchs die Einwohnerzahl der Hauptstadtregion dramatisch, die Regierung von Charles de Gaulle ließ daher die Suburbanisierung durch Bau von Satellitenstädten (banlieue) und am Reißbrett entworfenen Planstädten (Ville nouvelle) fördern. Der Hauptgrund für die Abwanderung waren die ständig steigenden Kauf- und Mietpreise der Wohnungen. Aber auch die Dezentralisierung einiger Industriebranchen und der Bau von vielen Bürogebäuden haben eine wichtige Rolle für den Bevölkerungsverlust der Hauptstadt gespielt.
Im Verlauf des 20. Jahrhunderts entwickelte sich Paris durch zahlreiche Einwanderungswellen zu einer multikulturellen, kosmopolitischen Stadt. Bis zum Ersten Weltkrieg waren die Einwanderer vorwiegend Italiener, danach Polen, Armenier und Spanier. Nach 1945 kamen Gastarbeiter aus Portugal und den ehemaligen Kolonien im Maghreb, Subsahara-Afrika und der Karibik. Mittlerweile gibt es eine kulturelle Vielfalt, die in einigen Gegenden die Quartiers dominiert. Sehr bekannt sind vor allem das südostasiatisch-chinesisch geprägte 13. Arrondissement und das afrikanisch-maghrebinisch geprägte 18. Arrondissement und das multikulturelle Quartier Belleville. Darüber hinaus gibt es auch jüdisch (rund um die Rue des Rosiers), japanisch (rund um die Rue Sainte-Anne) und tamilisch (rund um die Rue du Faubourg Saint-Denis) dominierte Viertel. Die größten Einwanderergruppen stammen aus Algerien, Portugal und Spanien. Insgesamt leben etwa 40 Nationalitäten in Paris (von Nordafrika über Südamerika bis Indochina).
Die folgende Übersicht zeigt die Einwohnerzahlen nach dem jeweiligen Gebietsstand. Bis 1784 handelt es sich um Schätzungen der Historiker Jacques Dupâquier und Alfred Fierro, von 1801 bis 2009 um Volkszählungsergebnisse.
| Jahr | Einwohner |
| ---- | --------- |
| Jahr | Kernstadt |
| 150  | 80.000    |
| 363  | 20.000    |
| 510  | 30.000    |
| 1000 | 20.000    |
| 1180 | 110.000   |
| 1250 | 215.000   |
| 1365 | 275.000   |
| 1500 | 200.000   |
| 1589 | 300.000   |
| 1637 | 415.000   |
| 1675 | 500.000   |
| 1700 | 600.000   |
| 1784 | 660.000   |
| 1796 | 556.304   |
| 1801 | 546.856   |
| 1807 | 580.609   |
| 1817 | 718.966   |

| Jahr | Einwohner | Einwohner     |
| ---- | --------- | ------------- |
| Jahr | Kernstadt | Agglomeration |
| 1831 | 785.862   |               |
| 1835 |           | 1.000.000     |
| 1836 | 899.313   |               |
| 1841 | 935.261   |               |
| 1846 | 1.053.897 |               |
| 1851 | 1.053.262 |               |
| 1856 | 1.174.346 |               |
| 1861 | 1.696.141 |               |
| 1863 |           | 2.000.000     |
| 1866 | 1.825.274 |               |
| 1872 | 1.851.792 |               |
| 1876 | 1.988.806 |               |
| 1881 | 2.269.023 |               |
| 1885 |           | 3.000.000     |
| 1886 | 2.344.550 |               |
| 1891 | 2.447.957 |               |
| 1896 | 2.536.834 |               |

| Jahr       | Einwohner | Einwohner     | Einwohner      |
| ---------- | --------- | ------------- | -------------- |
| Jahr       | Kernstadt | Agglomeration | Metropolregion |
| 24.03.1901 | 2.714.068 |               |                |
| 1905       |           | 4.000.000     |                |
| 04.03.1906 | 2.763.393 |               |                |
| 05.03.1911 | 2.888.110 | 4.500.000     |                |
| 06.03.1921 | 2.906.472 | 4.850.000     |                |
| 07.03.1926 | 2.871.429 | 5.160.008     |                |
| 08.03.1931 | 2.891.020 | 5.674.419     |                |
| 08.03.1936 | 2.829.753 | 5.784.072     |                |
| 10.03.1946 | 2.725.374 | 5.600.000     |                |
| 10.05.1954 | 2.850.189 | 6.436.296     |                |
| 07.03.1962 | 2.790.091 | 7.384.363     |                |
| 01.03.1968 | 2.590.771 | 8.196.746     | 8.368.000      |
| 20.02.1975 | 2.299.830 | 8.549.898     | 9.096.000      |
| 04.03.1982 | 2.176.243 | 8.706.963     | 9.362.000      |
| 05.03.1990 | 2.152.423 | 9.318.821     | 10.291.851     |
| 08.03.1999 | 2.125.246 | 9.644.507     | 11.174.743     |
| 01.01.2008 | 2.211.297 | 10.354.675    | 12.089.098     |

| Jahr       | Einwohner | Einwohner     | Einwohner      |
| ---------- | --------- | ------------- | -------------- |
| Jahr       | Kernstadt | Agglomeration | Metropolregion |
| 01.01.2009 | 2.234.105 | 10.413.386    | 12.161.542     |
| 01.01.2010 | 2.243.833 | n.v.          | n.v.           |

Laut einer Prognose von 2013 soll die Einwohnerzahl der Île-de-France, welche größtenteils identisch mit der Metropolregion Paris ist, zwischen dem Jahr 2010 und dem Jahr 2030 um weitere 1,1 Millionen zunehmen.

## Entwicklung der Wohnsituation

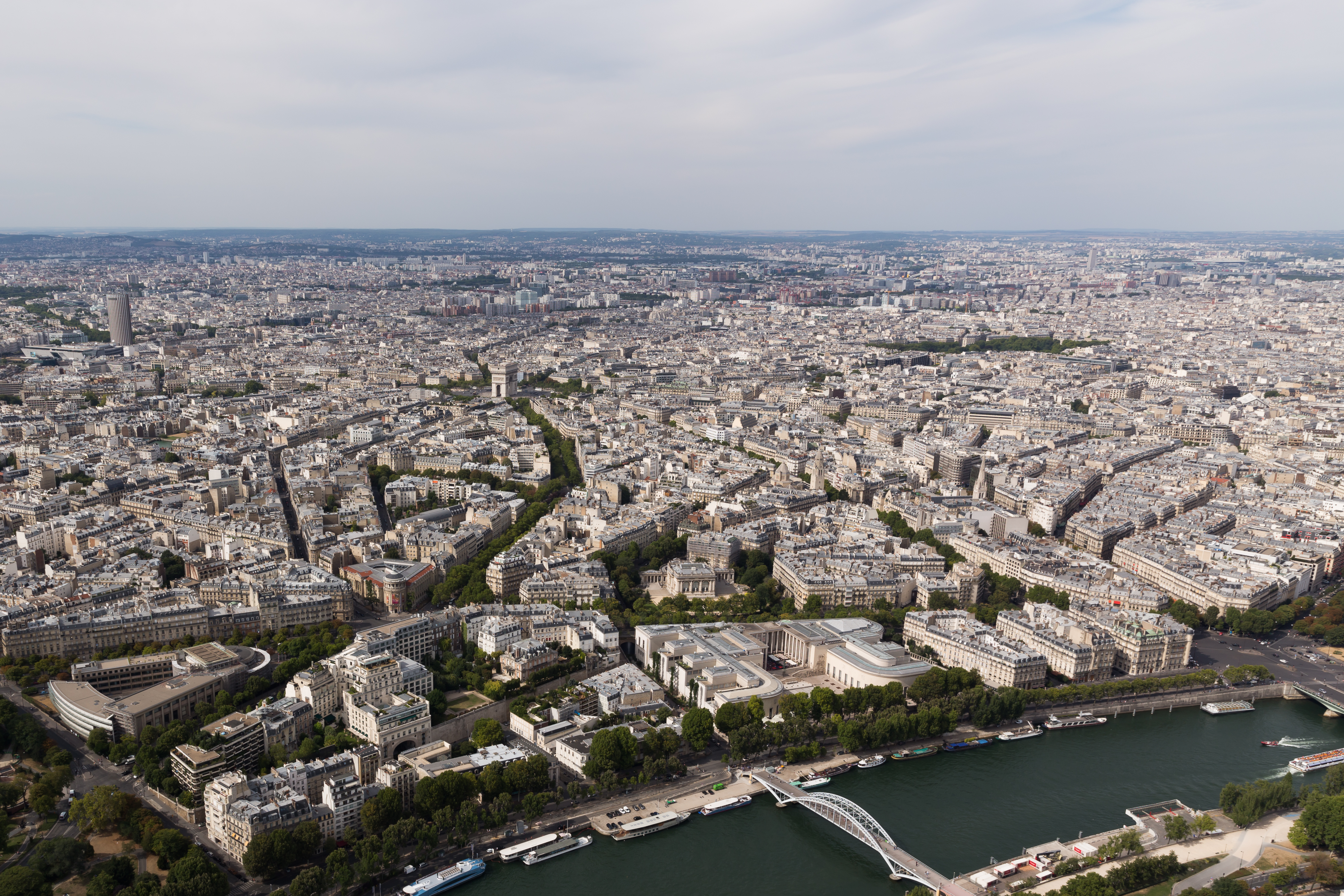
Blick vom Eiffelturm auf das nordwestliche Paris

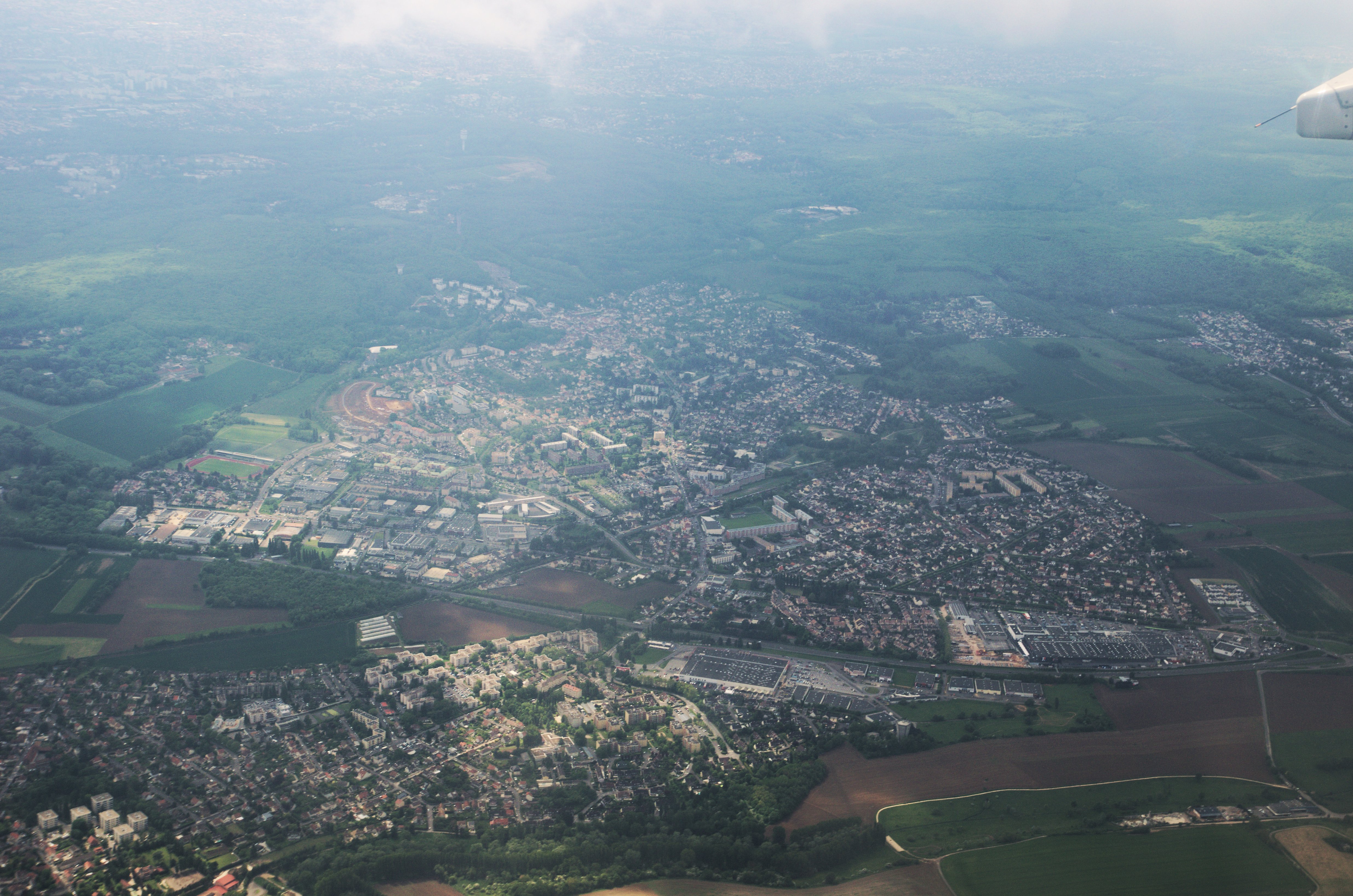
Domont, ein Vorort von Paris mit Einfamilienhäusern und größeren Wohnkomplexen

Anfang der 1960er Jahre begann man in Paris mit einer großangelegten Stadtsanierung und städtebaulichen Entwicklung. Im östlichen und südöstlichen Teil der Hauptstadt wurden ganze Viertel durch den Abriss von baufälligen Häusern und die Errichtung von Neubauten renoviert. Nahe der modernisierten und neu gebauten Bahnhöfe Gare de Lyon und Gare Montparnasse entstanden neue Stadtteile um Dienstleistungszentren.
Durch diese Eingriffe wurden aber auch viele historische Gebäude zerstört, was den Protest von zahlreichen Bewohnern hervorrief. Die städtebauliche Entwicklung führte zum Entstehen von Vierteln in Betonbauweise und der Errichtung von Hochhäusern aus Glas und Stahl, wodurch Paris zahlreichen Großstädten der Welt immer ähnlicher wurde. Die nun teuren Wohnungen waren für die ärmeren Bewohner nicht mehr bezahlbar, sie wanderten in die Vororte (Banlieues) ab, während die wohlhabenden Bevölkerungsschichten in die Stadt zogen. Auch zahlreiche Einwanderer vor allem nordafrikanischer und schwarzafrikanischer Herkunft sind in den letzten Jahrzehnten in die Betonsiedlungen am Stadtrand gezogen.
In Frankreich wurde über Jahrzehnte die Einwanderung von Millionen Menschen aus dem außereuropäischen Raum gefördert, ohne die Folgen zu analysieren und zu bewältigen. Die immer wieder auftretenden Gewaltausbrüche in den Vorstädten von Paris sehen Experten als einen Ausdruck für die lange aufgestaute Wut vieler Jugendlicher über die herrschende relative Armut, den Rassismus, Perspektivlosigkeit, Massenarbeitslosigkeit und damit verbundene Resignation, Langeweile und Bandenkriminalität sowie fehlende Integrationsmöglichkeiten (Ghettoisierung), die besonders Jugendliche nichteuropäischer Herkunft in den Trabantenstädten betreffen.